# Zmiany nazw ulic i placów w Katowicach

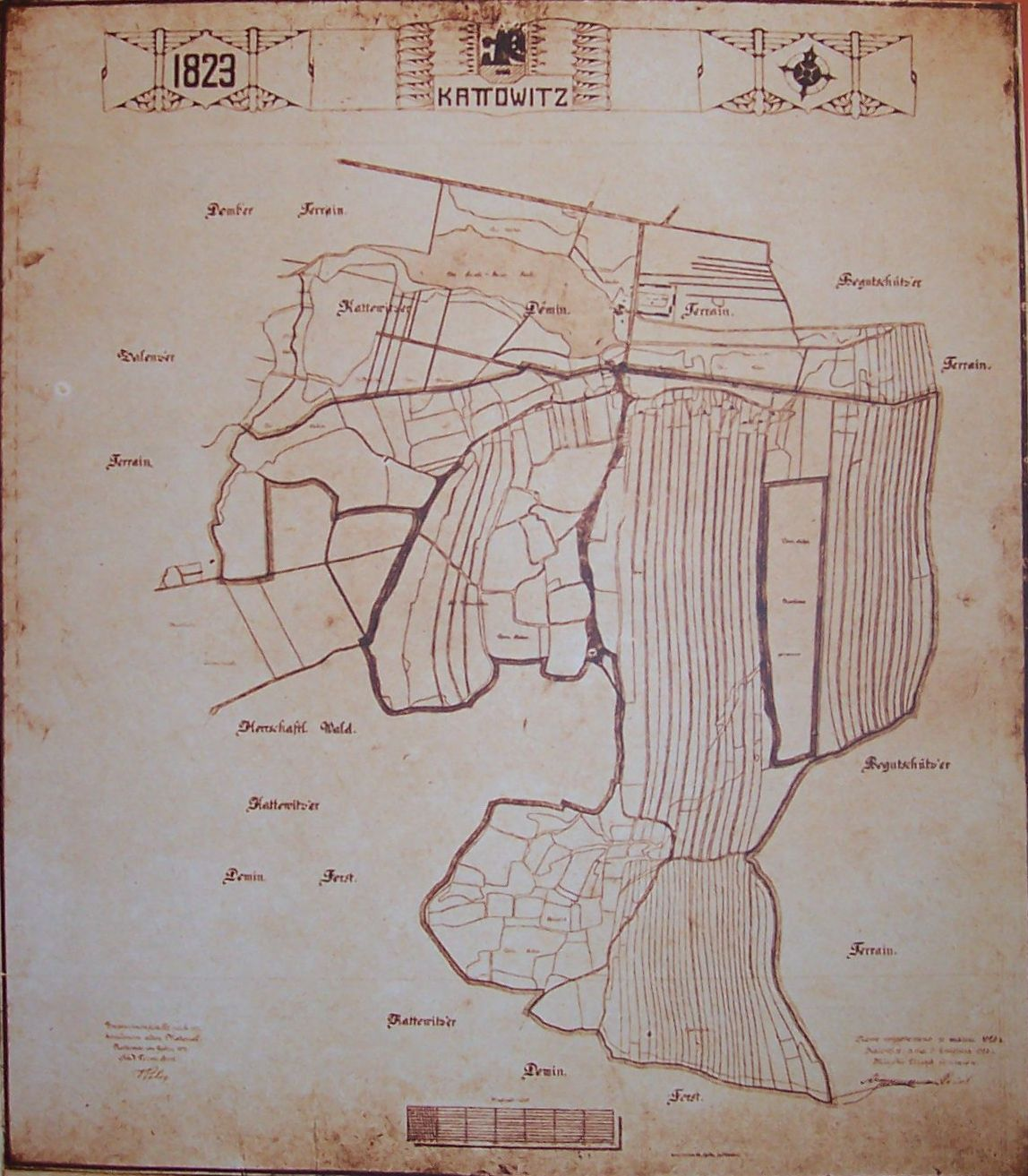
Mapa Katowic z 1823

Zmiany nazw ulic i placów w Katowicach zasadniczo obejmują pięć okresów: czasy Cesarstwa Niemieckiego, czasy II Rzeczypospolitej, czasy niemieckiej okupacji Polski, czasy Polski Ludowej i czasy najnowsze. Uchwały o zmianie nazw ulic lub placów podejmował magistrat, Rada Miasta lub w czasach PRL – Miejska Rada Narodowa.

## Wykaz zmian nazw wybranych ulic i placów w Katowicach
(kolejność alfabetyczna według nazw współczesnych)
Przejdź do: 
A B C D E F G H I J K L Ł M N O P R S Ś T U W Z Ż

### A
| Współczesna nazwa              | 1871-1922            | 1922–1939                                               | 1939–1945            | czasy Polski Ludowej                                                                            |
| ------------------------------ | -------------------- | ------------------------------------------------------- | -------------------- | ----------------------------------------------------------------------------------------------- |
| ul. Adama                      | (nie istniała)       | (nie istniała)                                          | (nie istniała)       | ul. Adama (od 1979 r.)                                                                          |
| ul. Adamskiego                 | (nie istniała)       | (nie istniała)                                          | (nie istniała)       | ul. Bielska, ul. Koniewa                                                                        |
| ul. Agaty                      | Haller(straße)       | ?                                                       | Lehnhoffstraße       | ul. Agaty                                                                                       |
| ul. Agnieszki                  | Agnesstraße          | ul. Agnieszki                                           | Agnesstraße          | ul. Agnieszki                                                                                   |
| ul. Agrestowa (od 23 III 2012) | (nie istniała)       | (nie istniała)                                          | (nie istniała)       | (nie istniała)                                                                                  |
| ul. Akacjowa                   | (nie istniała)       | (nie istniała)                                          | (nie istniała)       | ul. Akacjowa (wytyczona w 1962)                                                                 |
| ul. Albatrosów                 | (nie istniała)       | (nie istniała)                                          | (nie istniała)       | ul. Tarnobrzeska (1979-1991)                                                                    |
| pl. Andrzeja                   | Andreasplatz         | pl. Andrzeja                                            | Andreasplatz         | pl. 22 Lipca                                                                                    |
| ul. Alfonsa Górnika            | (nie istniała)       | ul. Kędzierzyn                                          | Oeynhausen Str.      | ul. Feliksa Kona                                                                                |
| pl. Alfreda                    | ?                    | pl. Alfreda (?)                                         | Alfredplatz (?)      | pl. Zwycięstwa                                                                                  |
| ul. Andrzeja                   | Andreasstraße        | ul. Andrzeja                                            | Andreasstraße        | ul. Andrzeja                                                                                    |
| ul. Franciszka Anioła          | Freiheitsstraße      | ul. Wolności, następnie ul. Franciszka Anioła (od 1924) | Freiheitsstraße      | ul. Franciszka Anioła                                                                           |
| ul. św. Anny (od 1991)         | Oberstraße (do 1922) | ul. Górna (1922–1939)                                   | Bismarckstraße       | ul. Górna (1945–1963), ul. Ormowców (1963–1991)                                                 |
| ul. Armii Krajowej             | ?                    | ul. Dworcowa                                            | Herman Göring Straße | ul. Katowicka - część, ul. Adama Mickiewicza - część (do 1976 r.), ul. Dąbrowszczaków (do 1990) |
| ul. Astrów                     | ?                    | ul. Astrów                                              | Graf Reden Straße    | ul. Astrów                                                                                      |
| ul. Azalii                     | ?                    | ?                                                       | ?                    | ul. Boczna (do 1976 r.), ul. Azalii                                                             |

### B
| Współczesna nazwa                     | 1871-1922                          | 1922–1939                                              | 1939–1945                | czasy Polski Ludowej                                                         |
| ------------------------------------- | ---------------------------------- | ------------------------------------------------------ | ------------------------ | ---------------------------------------------------------------------------- |
| ul. Babiego Lata (od 3 II 2012)       | (nie istniała)                     | (nie istniała)                                         | (nie istniała)           | (bez nazwy)                                                                  |
| ul. Krzysztofa Kamila Baczyńskiego    | Weidlichstraße                     | ?                                                      | ?                        | ul. Henryka Sienkiewicza (do 1976 r.), ul. Krzysztofa Kamila Baczyńskiego    |
| ul. Szymona Badury                    | (nie istniała)                     | ul. Szymona Badury                                     | Egerlandweg              | ul. Szymona Badury                                                           |
| ul. Bagienna (od 1994)                | (nie istniała)                     | (nie istniała)                                         | (nie istniała)           | powstanie w latach 70. XX w. (bez nazwy)                                     |
| ul. Johna Baildona (od 20 XII 2007)   | (nie istniała)                     | (nie istniała)                                         | (nie istniała)           | (nie istniała)                                                               |
| skwer Michała Banasika (od 3 II 2012) | (nie istniał)                      | (nie istniał)                                          | (nie istniał)            | (bez nazwy)                                                                  |
| ul. Bankowa                           | Reichsbank Straße                  | ul. Bankowa                                            | Reichsbank Straße        | ul. Bankowa                                                                  |
| ul. Barbary                           | Wrangelstraße                      | ul. św. Barbary                                        | Wrangelstraße            | ul. Barbary                                                                  |
| ul. Barbórki                          | Schulstraße                        | ?                                                      | Finkenweg                | ul. Górnicza (do 1963 r.), ul. Barbórki (oryginalna pisownia "Barburki")     |
| skwer Stanisława Barei (od 3 II 2012) | (nie istniał)                      | (nie istniał)                                          | (nie istniał)            | (nie istniał)                                                                |
| ul. Norberta Barlickiego              | (ulica nie istniała)               | (ulica nie istniała)                                   | (ulica nie istniała)     | ul. Norberta Barlickiego                                                     |
| ul. Batalionów Chłopskich             | ?                                  | ?                                                      | ?                        | ul. Feliska Dzierżyńskiego (do 1963 r.), ul. Batalionów Chłopskich           |
| ul. Stefana Batorego                  | Mauvestraße                        | ul. Stefana Batorego                                   | Mauvestraße              | ul. Stefana Batorego                                                         |
| ul. Bażantów                          | (nie istniała)                     | (nie istniała)                                         | (nie istniała)           | ul. Bażantów (od 1979 r.)                                                    |
| ul. Bednarska                         | Traugottstraße                     | ?                                                      | ?                        | ul. Tadeusza Kościuszki (do 1963 r.) ul. Bednarska                           |
| ul. ks. bpa Herberta Bednorza         | Schulstraße                        | ul. Szkolna                                            | Hermann Göring Straße    | ul. Towarowa (część) (do 1963 r.), ul. Fryderyka Engelsa                     |
| ul. Begonii                           | ?                                  | ?                                                      | ?                        | ul. Podgórna (do 1976 r.), ul. Begonii                                       |
| ul. Berberysów                        | ?                                  | ?                                                      | ?                        | ul. Wodna (do 1976 r.), ul. Berberysów                                       |
| ul. Białobrzeska (od 13 XII 2010)     | (nie istniała)                     | (nie istniała)                                         | (nie istniała)           | (bez nazwy)                                                                  |
| ul. Bielska                           | ?                                  | ?                                                      | ?                        | ul. Katowicka (do 1976 r.), ul. Bielska                                      |
| ul. Józefa Biniszkiewicza             | (nie istniała)                     | (nie istniała)                                         | (nie istniała)           | ul. Józefa Biniszkiewicza (od 1976 r.)                                       |
| ul. Feliksa Bocheńskiego              | Bernhardtstraße                    | ul. Feliksa Bocheńskiego                               | Danziger Straße          | ul. Feliksa Bocheńskiego                                                     |
| ul. Bocianów                          | (nie istniała)                     | (nie istniała)                                         | (nie istniała)           | ul. Bocianów                                                                 |
| ul. Boczna                            | ?                                  | ul. Boczna                                             | Randstraße               | ul. Boczna                                                                   |
| ul. bpa. Bernarda Bogedaina           | ?                                  | ?                                                      | ?                        | ul. Aleksandra Zawadzkiego (do 1976 r.), ul. Władysławy Olesiowej            |
| ul. Bogucicka                         | Barbarastraße                      | ul. Bogucicka                                          | Bogutschützer Straße     | ul. Bogucicka                                                                |
| ul. Wojciecha Bogusławskiego          | Karo Hegenscheidt Straße           | ul. Beka                                               | Eisenbahnstraße          | ul. Wojciecha Bogusławskiego                                                 |
| ul. Bohaterów Monte Cassino           | Kronprinzenstraße                  | ul. gen. Józefa Hallera                                | ?                        | ul. Emila Dawida                                                             |
| ul. Karola Bohdanowicza               | ?                                  | ?                                                      | ?                        | ul. Józefa Bema (do 1976 r.), ul. Karola Bohdanowicza                        |
| ul. Boliny                            | (nie istniała)                     | (nie istniała)                                         | (nie istniała)           | ul. Boliny (od 1976 r.)                                                      |
| ul. Szymona Borysa                    | (nie istniała)                     | ul. Szymona Borysa                                     | Memellandweg             | ul. Szymona Borysa                                                           |
| ul. Tadeusza Boya-Żeleńskiego         | ?                                  | ?                                                      | ?                        | ul Henryka Sienkiewicza(do 1976 r.), ul. Tadeusza Boya-Żeleńskiego           |
| ul. Olgi Boznańskiej                  | (nie istniała)                     | (nie istniała)                                         | (nie istniała)           | ul. Olgi Boznańskiej (od 1979 r.)                                            |
| ul. Bożogrobców                       | (nie istniała)                     | (nie istniała)                                         | (nie istniała)           | (bez nazwy)                                                                  |
| ul. Bracka                            | Domberstraße Zalenzastraße         | ul. Dębska ul. Załęska                                 | Domberstraße Georgstraße | ul. Stanisława Surzyckiego (1947) ul. Dąbska, ul. Załęska od 1951 ul. Bracka |
| ul. Brata Alberta                     | (brak nazwy)                       | (brak nazwy)                                           | Malapanerstraße          | ul. Alberta, ul. Brata Alberta                                               |
| ul. Bratków                           | ?                                  | ul. Bratków                                            | Wetzstraße               | ul. Bratków                                                                  |
| ul. Brynicy                           | Rawastraße                         | ?                                                      | ?                        | ul. Brynicy                                                                  |
| ul. Brynowska                         | Brynower Straße/Teil Nikolaistraße | ul. Brynowska                                          | Brynower Straße          | ul. Brynowska                                                                |
| ul. Brzoskwiniowa                     | (nie istniała)                     | (nie istniała)                                         | (nie istniała)           | ul. Brzoskwiniowa (wytyczona w 1962)                                         |
| ul. Brzozowa                          | (nie istniała)                     | ul. Brzozowa (?)                                       | Birkenweg                | ul. Brzozowa                                                                 |
| park Alojzego Budnioka (od 21 X 2011) | (nie istniał)                      | (nie istniał)                                          | (nie istniał)            | pl. Alojzego Budnioka (od 24 XI 1983 do 21 X 2011)                           |
| ul. Budowlana (od 2015)               | (nie istniała)                     | (nie istniała)                                         | (nie istniała)           | (bez nazwy)                                                                  |
| ul. Bukowa                            | Schulstraße                        | ul. Szkolna (1922–1926) ul. Zygmunta Seydy (1926–1939) | Gärtnerstraße            | ul. Zygmunta Seydy (1945–1951) ul. Bukowa (od 1951)                          |
| ul. Bukszpanowa                       | ?                                  | ?                                                      | ?                        | ul. Piotrowicka (do 1976 r.), ul. Bukszpanowa                                |
| ul. Burowiecka                        | ?                                  | ul. Burowiecka (?)                                     | Hildebrandtstraße        | ul. Burowiecka                                                               |
| ul. Bytkowska                         | ?                                  | ?                                                      | ?                        | ul. Mariana Buczka                                                           |
| ul. Bytomska                          | ?                                  | ?                                                      | ?                        | ul. Bytomska                                                                 |

### C
| Współczesna nazwa       | 1871-1922            | 1922–1939                                                   | 1939–1945           | czasy Polski Ludowej                                       |
| ----------------------- | -------------------- | ----------------------------------------------------------- | ------------------- | ---------------------------------------------------------- |
| ul. Cegielnia Murcki    | ?                    | ?                                                           | ?                   | Cegielnia (do 1976 r.), ul. Cegielnia Murcki               |
| ul. Ceramiczna          | ?                    | ?                                                           | ?                   | ul. 22 Lipca                                               |
| ul. Chabrowa            | ?                    | ?                                                           | ?                   | ul. Dolna (do 1976 r.), ul. Chabrowa                       |
| ul. Chemiczna           | ?                    | ?                                                           | ?                   | ul. Graniczna (do 1963 r.), ul. Chemiczna                  |
| ul. Jana Chęcińskiego   | ?                    | ?                                                           | ?                   | ul. Fabryczna (do 1976 r.), ul. Jana Chęcińskiego          |
| ul. Chłodna             | (nie istniała)       | (nie istniała)                                              | (nie istniała)      | ul. Chłodna (od 1981)                                      |
| ul. Karola Chodkiewicza | (nie istniała)       | ul. Królowej Jadwigi                                        | Annastrasse         | ul. Królowej Jadwigi (do 1951 r.), ul. Karola Chodkiewicza |
| ul. Jerzego Cholewy     | (nie istniała)       | ul. Jerzego Cholewy                                         | Hansaweg            | ul. Jerzego Cholewy                                        |
| ul. Fryderyka Chopina   | Meisterstraße        | ul. Fryderyka Chopina                                       | Meisterstraße       | ul. Fryderyka Chopina                                      |
| ul. Chorzowska          | Königshütter Straße  | Szosa Królewsko-Hucka (także ul. Chorzowska, ul. Katowicka) | Königshütter Straße | ul. Feliksa Dzierżyńskiego                                 |
| pl. Bolesława Chrobrego | (bez nazwy)          | pl. Bolesława Chrobrego (?)                                 | Barbarossaplatz     | pl. Bolesława Chrobrego                                    |
| ul. Bolesława Chrobrego | (nie istniała)       | (nie istniała)                                              | (nie istniała)      | ul. Bolesława Chrobrego (od 1971 r.)                       |
| ul. Pawła Chromika      | Kunigundenstraße (?) | ul. Kunegundy                                               | Kunigundenstraße    | ul. Pawła Chromika                                         |
| ul. Chryzantem          | (nie istniała)       | (nie istniała)                                              | (nie istniała)      | (nie istniała)                                             |
| ul. Cicha               | (nie istniała)       | ul. Cicha (wytyczona w 1937)                                | Auf der Scholle     | ul. Cicha                                                  |
| ul. Józefa Ciemały      | (nie istniała)       | ul. Józefa Ciemały                                          | Saarlandweg         | ul. Józefa Ciemały                                         |
| ul. Ciesielska          | ?                    | ?                                                           | ?                   | ul. Marcelego Nowotki (do 1963 r.), ul. Ciesielska         |
| ul. Cyklamenów          | ?                    | ?                                                           | ?                   | ul. Kasztanowa (do 1976 r.), ul. Cyklamenów                |
| ul. Cyprysów            | ?                    | ?                                                           | ?                   | ul. Rzeczna (do 1976 r.), ul. Cyprysów                     |
| ul. Cyranek             | (nie istniała)       | (nie istniała)                                              | (nie istniała)      | ul. Cyranek                                                |
| ul. Czapli              | (nie istniała)       | (nie istniała)                                              | (nie istniała)      | ul. Turoszowska (1979-1991)                                |
| ul. Czarnuszki          | ?                    | ?                                                           | ?                   | ul. Wojciecha (do 1976 r.), ul. Czarnuszki                 |
| ul. Bronisława Czecha   | ?                    | ul. Czecha                                                  | Zechen Weg          | ul. Bronisława Czecha                                      |
| ul. Antoniego Czechowa  | Querstraße (do 1921) | ul. Poprzeczna (1921–1939)                                  | Moltkestraße        | ul. Gorkiego (1945–1963) ul. Antoniego Czechowa (od 1963)  |
| ul. Czeremchowa         | (nie istniała)       | (nie istniała)                                              | (nie istniała)      | ul. Czeremchowa (od 1979 r.)                               |
| ul. Leopolda Czoika     | (nie istniała)       | ul. Leopolda Czoika                                         | Hultschiner Weg     | ul. Leopolda Czoika                                        |
| ul. Tytusa Czyżewskiego | (nie istniała)       | (nie istniała)                                              | (nie istniała)      | ul. Tytusa Czyżewskiego (od 1979 r.)                       |

### Ć
| Współczesna nazwa            | 1871-1922 | 1922–1939 | 1939–1945 | czasy Polski Ludowej                                                    |
| ---------------------------- | --------- | --------- | --------- | ----------------------------------------------------------------------- |
| ul. Mieczysławy Ćwiklińskiej | ?         | ?         | ?         | ul. Władysława Broniewskiego (do 1976 r.), ul. Mieczysławy Ćwiklińskiej |

### D
| Współczesna nazwa                                 | 1871-1922        | 1922–1939                   | 1939–1945             | czasy Polski Ludowej                                                                           |
| ------------------------------------------------- | ---------------- | --------------------------- | --------------------- | ---------------------------------------------------------------------------------------------- |
| ul. ks. Konstantego Damrota                       | Letocha-Straße   | ul. ks. Konstantego Damrota | Richard Wagner Straße | ul. ks. Konstantego Damrota                                                                    |
| ul. Karola Darwina                                | ?                | ?                           | ?                     | ul. Karola Darwina                                                                             |
| ul. Henryka Dąbrowskiego                          | Gutenbergstraße  | ul. Henryka Dąbrowskiego    | Gutenbergstraß        | ul. Jarosława Dąbrowskiego                                                                     |
| ul. Dąbrówki                                      | Augustastraße    | ul. Dąbrówki                | Augustastraße         | ul. Dąbrówki                                                                                   |
| Skwer Księdza Waldemara Dekiela (od 25 IV 2012)   | (nie istniał)    | (nie istniał)               | (nie istniał)         | (nie istniał)                                                                                  |
| ul. Dereni                                        | ?                | ?                           | ?                     | ul. Krzywa (do 1976 r.), ul. Dereni                                                            |
| ul. Dębowa                                        | Eichenstraße     | ul. Dębowa                  | Eichenstraße          | ul. Dębowa                                                                                     |
| ul. Adama Didura                                  | ?                | ?                           | ?                     | ul. Powstańców (do 1976 r.), ul. Adama Didura                                                  |
| ul. Długa                                         | Barschstraße     | ul. Długa                   | Barschstraße          | ul. Długa                                                                                      |
| ul. Dobra                                         | (nie istniała)   | (nie istniała)              | ?                     | ul. Związku Walki Młodych                                                                      |
| ul. Tadeusza Dobrowolskiego (od 2013 r.)          | (nie istniała)   | (nie istniała)              | (nie istniała)        | (nie istniała)                                                                                 |
| ul. mjra Henryka „Hubala” Dobrzańskiego (od 2017) | Friedrichstrasse | ks. Konstantego Damrota     | Friedrichstrasse      | ks. Konstantego Damrota (1945–1951) 9 Maja (1951–2017)                                         |
| ul. Michała Drzymały                              | Gneisenaustraße  | ul. Michała Drzymały        | Gneisenaustraße       | ul. Michała Drzymały                                                                           |
| ul. Franciszka Dudka                              | (nie istniała)   | ul. Franciszka Dudka        | Altveterweg           | ul. Franciszka Dudka                                                                           |
| ul. Jerzego Dudy-Gracza (od 25 VI 2007)           | (nie istniała)   | (nie istniała)              | (nie istniała)        | (nie istniała)                                                                                 |
| ul. Dworcowa                                      | Bahnhofstraße    | ul. Dworcowa                | Bahnhofstraße         | ul. Dworcowa                                                                                   |
| ul. Dworska                                       | ?                | ul. Dworska                 | Vogtstraße            | ul. Dworska                                                                                    |
| ul. Dyrekcyjna (od 8 X 1990)                      | Direktionstraße  | ul. Dyrekcyjna              | Direktionstraße       | 1945–1946 ul. Dyrekcyjna 11 X 1946–1980 ul. I. Daszyńskiego 1980–1990 ul. Wojciecha Korfantego |
| ul. Działkowa                                     | Bergtalstraße    | ?                           | Gartenstraße          | ul. Ogrodowa (do 1963 r.), ul. Działkowa                                                       |
| ul. Dziewanny                                     | ?                | ?                           | ?                     | ul. Władysława Reymonta (do 1976 r.), ul. Ludwika Szabatowskiego                               |
| ul. Dziewięciu z "Wujka"                          | ?                | ?                           | ?                     | ul. Kazimierza Gołby (1983-1990)                                                               |

### E
| Współczesna nazwa  | 1871-1922      | 1922–1939      | 1939–1945      | czasy Polski Ludowej                                  |
| ------------------ | -------------- | -------------- | -------------- | ----------------------------------------------------- |
| ul. Józefa Elsnera | ?              | ?              | ?              | ul. Józefa Wieczorka (do 1976 r.), ul. Jana Niewidoka |
| ul. Emerytalna     | (nie istniała) | ul. Emerytalna | Bienenweg      | ul. Emerytalna                                        |
| ul. Ewy            | Evastraße      | ?              | Viktoriastraße | ul. Ewy                                               |

### F
| Współczesna nazwa                 | 1871-1922            | 1922–1939                         | 1939–1945      | czasy Polski Ludowej                                   |
| --------------------------------- | -------------------- | --------------------------------- | -------------- | ------------------------------------------------------ |
| ul. Fabryczna                     | ?                    | ul. Fabryczna                     | Fabrikstraße   | ul. Henryka Pakuły                                     |
| ul. Juliana Fałata                | ?                    | ?                                 | ?              | ul. Stanisława Staszica (do 1976 r.), ul. Wita Hankego |
| ul. ks. Alojzego Ficka (od 1991)  | Bahnstraße (do 1921) | ul. Kolejowa (1921–1939)          | Bahnstraße     | ul. Dymitrowa (1945–1991)                              |
| ul. Fiołków                       | ?                    | ul. Fiołków (?)                   | Gemanderstraße | ul. Fiołków                                            |
| ul. Floriana                      | Florianstraße        | ul. Floriana (także ul. Florjana) | Florianstraße  | ul. Floriana                                           |
| skwer Walentego Fojkisa (od 2012) | -                    | -                                 | -              | pl. Walentego Fojkisa (1983-2012)                      |
| ul. Franciszkańska                | ?                    | ul. Franciszkańska                | Zeisig Straße  | ul. Franciszkańska                                     |
| ul. Francuska                     | Emmastraße           | ul. Francuska                     | Emmastraße     | ul. Francuska                                          |

### G
| Współczesna nazwa                            | 1871-1922                                                       | 1922–1939 | 1939–1945                                                       | czasy Polski Ludowej                                                                                |
| -------------------------------------------- | --------------------------------------------------------------- | --- | --------------------------------------------------------------- | --------------------------------------------------------------------------------------------------- |
| ul. Gajowa                                   | ?                                                               | ul. Gajowa (?)                                                                                                   | Am Walde                                                        | ul. Gajowa                                                                                          |
| ul. Garbarska                                | Straße am Schulhof (do 1921)                                    | ul. Ligonia (1921–1922) ul. Przy szkole (1923) ul. Ligonia (1924–1939)                                           | Schulstraße                                                     | ul. J. Słowackiego (1945–1963) ul. Garbarska (od 1963)                                              |
| ul. Gaszowicka                               | (nie istniała)                                                  | (nie istniała)                                                                                                   | (nie istniała)                                                  | ul. Gaszowicka (od 1976 r.)                                                                         |
| ul. ks. bpa Józefa Gawliny                   | (nie istniała)                                                  | (nie istniała)                                                                                                   | (nie istniała)                                                  | ul. Benona Krebsa                                                                                   |
| ul. Gerberów                                 | (nie istniała)                                                  | (nie istniała)                                                                                                   | (nie istniała)                                                  | ul. Gerberów (od 1979 r.)                                                                           |
| ul. Aleksandra Gierymskiego                  | (nie istniała)                                                  | (nie istniała)                                                                                                   | (nie istniała)                                                  | ul. Aleksandra Gierymskiego (od 1979 r.)                                                            |
| ul. Gilów                                    | (nie istniała)                                                  | (nie istniała)                                                                                                   | (nie istniała)                                                  | ul. Gilów                                                                                           |
| ul. Giszowiecka (od 1991)                    | Straße am Schacht (Schachtstraße) (do 1921)                     | ul. A. Mielęckiego (1921–1922) ul. Przy szybie (1923) od 1924: ul. Mielęckiego/ul. Kościuszki                    | Graf Redenstraße                                                | ul. Kościuszki ul. Pstrowskiego (do 1991)                                                           |
| ul. Gliwicka                                 | Bismarckstraße (część śródmiejska) Moltkestraße (część załęska) | ul. Gliwicka (część śródmiejska) ul. A. Mickiewicza (do 1925), następnie ul. S. Wojciechowskiego (część załęska) | Bismarckstraße (część śródmiejska) Moltkestraße (część załęska) | ul. Gliwicka (część śródmiejska) ul. S. Wojciechowskiego (część załęska do 1954 r.)                 |
| ul. Głogowa                                  | ?                                                               | ? | ?                                                               | ul. Niska (do 1976 r.), ul. Głogowa                                                                 |
| ul. Bartosza Głowackiego                     | Kleiststraße                                                    | ul. Bartosza Głowackiego                                                                                         | Kleiststraße                                                    | ul. Bartosza Głowackiego                                                                            |
| ul. Głuszców                                 | (nie istniała)                                                  | (nie istniała)                                                                                                   | (nie istniała)                                                  | ul. Głuszców (od 1979 r.)                                                                           |
| ul. Gminna                                   | Gemeindestraße (?)                                              | ul. Gminna | Gemeindestraße                                                  | ul. Gminna                                                                                          |
| ul. Gnieźnieńska                             | ?                                                               | ul. Piastowa | ?                                                               | ul. Gnieźnieńska                                                                                    |
| ul. Marii Goeppert-Mayer (od 2007)           | (nie istniała)                                                  | (nie istniała)                                                                                                   | (nie istniała)                                                  | (nie istniała)                                                                                      |
| ul. Walerego Goetla                          | ?                                                               | ? | ?                                                               | ul. Górnicza (do 1976 r.), ul. Walerego Goetla                                                      |
| skwer Kazimierza Gołby (od 22 XII 2010)      | (nie istniał)                                                   | (nie istniał) | (nie istniał)                                                   | (bez nazwy)                                                                                         |
| ul. Gorzycka                                 | (nie istniała)                                                  | (nie istniała)                                                                                                   | (nie istniała)                                                  | ul. Gorzycka (od 1976 r.)                                                                           |
| ul. Gościnna                                 | Janöwstraße                                                     | ? | Lessingstraße                                                   | ul. Pawła Stalmacha (do 1963 r.), ul. Ernesta Thaelmanna                                            |
| ul. Goździków                                | ?                                                               | ? | ?                                                               | ul. Krzywa (do 1976 r.), ul. Goździków                                                              |
| ul. Górna                                    | ?                                                               | ul. Górna | Oberer Weg                                                      | ul. Górna                                                                                           |
| ul. Górnicza                                 | Haasestraße                                                     | ul. Górnicza | Haasestraße                                                     | ul. Górnicza                                                                                        |
| ul. Górniczego Stanu                         | Pepitastraße                                                    | ? | Herbert Norkus Straße                                           | ul. 22 Lipca (do 1963 r.), ul. Górniczego Stanu                                                     |
| ul. Graniczna                                | Freiligrathstraße                                               | ul. Graniczna | Freiligrathstraße                                               | ul. Graniczna                                                                                       |
| ul. Michała Grażyńskiego                     | (nie istniała)                                                  | (nie istniała)                                                                                                   | (nie istniała)                                                  | ul. Tyszki                                                                                          |
| ul. Grodowa                                  | ?                                                               | ? | ?                                                               | ul. Zamkowa (do 1963 r.), ul. Grodowa                                                               |
| ul. gen. Stefana Grota-Roweckiego            | ?                                                               | ? | ?                                                               | ul. Mikołowska (do 1976 r.), ul. Wilhelma Kaczmarskiego                                             |
| ul. Artura Grottgera                         | ?                                                               | ? | ?                                                               | ul. Artura Grottgera                                                                                |
| ul. Friedricha Wilhelma Grundmanna (od 2007) | ?                                                               | ? | ?                                                               | ul. Artura Grottgera                                                                                |
| ul. Gruszowa                                 | (nie istniała)                                                  | (nie istniała)                                                                                                   | (nie istniała)                                                  | ul. Gruszowa (wytyczona w 1962)                                                                     |
| pl. Grunwaldzki                              | (nie istniał)                                                   | (nie istniał) | (nie istniał)                                                   | pl. Gunwaldzki (od lat 60. XX w.)                                                                   |
| ul. Jakuba Grządziela                        | (nie istniała)                                                  | ul. Jakuba Grządziela                                                                                            | Am Damm                                                         | ul. Jakuba Grządziela                                                                               |
| ul. Józefa Grzegorzka (od 1991)              | Morgensternstrasse                                              | Henryka Dąbrowskiego                                                                                             | Schulstrassse                                                   | Henryka Dąbrowskiego (1945–1951) Walerego Wróblewskiego (1951–1962) Stefana Franciszoka (1962–1991) |
| ul. Karola Grzesika                          | (nie istniała)                                                  | (nie istniała)                                                                                                   | (nie istniała)                                                  | ul. Teodora Duracza (1979-1991)                                                                     |
| pl. ks. Rafała Grzondziela (od 3 II 2012)    | (nie istniał)                                                   | (bez nazwy) | (bez nazwy)                                                     | (bez nazwy)                                                                                         |
| pl. Gwarków                                  | (nie istniał)                                                   | (nie istniał) | (nie istniał)                                                   | pl. Gwarków                                                                                         |

### H
| Współczesna nazwa                                | 1871-1922                                        | 1922–1939                                         | 1939–1945            | czasy Polski Ludowej |
| ------------------------------------------------ | ------------------------------------------------ | ------------------------------------------------- | -------------------- | --- |
| ul. gen. Józefa Hallera (od 1991)                | Luisenstrasse (wymiennie: Viktoria-Luise-Straße) | Józefa Hallera                                    | Adolf-Hitler-Strasse | Józefa Hallera (1945–1950) Juliana Marchlewskiego (1950–1962) Małej Dąbrówki (1962–1972) Zjednoczenia Partii (1972–1991) |
| ul. Gabriela Hałubki                             | Wasserstraße (?)                                 | ul. Gabriela Hałubki (także ul. Gabriela Hałubka) | Wasserstraße         | ul. Gabriela Hałubki |
| ul. Harcerzy Września 1939 roku                  | ?                                                | ?                                                 | ?                    | ul. ZMP |
| pl. św. Herberta (od 1997)                       | (nie istniał)                                    | (nie istniał)                                     | (nie istniał)        | (bez nazwy) |
| ul. Hetmańska                                    | Schulstrasse                                     | ul. Hetmańska                                     | Sternstraße          | ul. Hetmańska |
| ul. Jana Heweliusza                              | (nie istniała)                                   | (nie istniała)                                    | (nie istniała)       | ul. Pawła Markwioka (1979-1991)                                                                                          |
| ul. Zdzisława Hierowskiego                       | ?                                                | ?                                                 | ?                    | ul. Wincentego Pstrowskiego (do 1976 r.), ul. Zdzisława Hierowskiego                                                     |
| pl. ks. kard. Augusta Hlonda                     | Jahnplatz                                        | ?                                                 | Jahnplatz            | Plac Jordana |
| ul. Hodowców                                     | (nie istniała)                                   | (nie istniała)                                    | (nie istniała)       | ul. Hodowców (od 1979 r.)                                                                                                |
| skwer Gustawa Holoubka (od 21 października 2011) | (nie istniał)                                    | (nie istniał)                                     | (nie istniał)        | (bez nazwy) |
| skwer Richarda Holtzego (od 4 IV 2011)           | (nie istniał)                                    | (nie istniał)                                     | (nie istniał)        | (bez nazwy) |
| ul. Hortensji                                    | ?                                                | ?                                                 | ?                    | ul. Kolejowa (do 1976 r.), ul. Hortensji                                                                                 |
| ul. św. Huberta                                  | Hubertusstraße (?)                               | ul. św. Huberta                                   | Hubertusstraße       | ul. św. Huberta |
| rondo o. Euzebiusza Huchrackiego                 | (nie istniało)                                   | (nie istniało)                                    | (nie istniało)       | (nie istniało) |

### I
| Współczesna nazwa            | 1871-1922      | 1922–1939      | 1939–1945      | czasy Polski Ludowej |
| ---------------------------- | -------------- | -------------- | -------------- | -------------------- |
| ul. Kazimiery Iłłakowiczówny | (nie istniała) | (nie istniała) | (nie istniała) | ul. SDKPiL           |

### J
| Współczesna nazwa                          | 1871-1922                                              | 1922–1939                                   | 1939–1945          | czasy Polski Ludowej                                                                      |
| ------------------------------------------ | ------------------------------------------------------ | ------------------------------------------- | ------------------ | ----------------------------------------------------------------------------------------- |
| ul. Jabłoniowa                             | (nie istniała)                                         | (nie istniała)                              | (nie istniała)     | ul. Jabłoniowa (wytyczona w 1962)                                                         |
| ul. Jagiellońska                           | Prinz-Heinrichstraße (od 13 X 1890 1871-1922)          | ul. Jagiellońska                            | Hindenburgstraße   | ul. Jagiellońska                                                                          |
| ul. Jałowcowa                              | ?                                                      | ?                                           | ?                  | ul. Północna (do 1976 r.), ul. Jałowcowa                                                  |
| ul. św. Jana (od 28 II 1990)               | Johannesstraße                                         | ul. św. Jana                                | Johannesstraße     | ul. 15 Grudnia                                                                            |
| ul. Wincentego Janasa                      | Kaiser Wilhelmstrasse (przed 1900 r.) Freiheitsstrasse | ul. Wolności, ul. W. Janasa                 | Freiheitsstrasse   | ul. Wincentego Janasa                                                                     |
| ul. Janowska                               | Kirchstraße (do 1921)                                  | ul. Kościelna (od 1921)/ul. Żwirki i Wigury | Kirchstraße        | ul. K. Darwina (1945–1963) ul. Janowska (od 1963),                                        |
| ul. Jarzębinowa                            | (nie istniała)                                         | (nie istniała)                              | (nie istniała)     | ul. Jarzębinowa (od 1979 r.)                                                              |
| skwer Tadeusza Jasińskiego (od 10 IX 2010) | (nie istniał)                                          | (nie istniał)                               | (nie istniał)      | (bez nazwy)                                                                               |
| ul. Jana Nikodema Jaronia                  | ?                                                      | ?                                           | ?                  | ul. Dworcowa (do 1976 r.), ul. Jana Nikodema Jaronia                                      |
| ul. Jaskrów                                | ?                                                      | ?                                           | ?                  | ul. Mała (do 1976 r.), ul. Jaskrów                                                        |
| ul. Jasna                                  | nie istniała                                           | ?                                           | Schnitterweg       | ul. Jasna                                                                                 |
| ul. Jemiołowa                              | ?                                                      | ?                                           | ?                  | ul. Łąkowa (do 1976 r.), ul. Jemiołowa                                                    |
| skwer Jeńców Ostaszkowa (od 3 II 2012)     | (nie istniał)                                          | (nie istniał)                               | (nie istniał)      | (bez nazwy)                                                                               |
| ul. Jesionowa                              | ?                                                      | ul. Jesionowa (?)                           | Eschenweg          | ul. Jesionowa                                                                             |
| ul. Wandy Jordan-Łowińskiej                | ?                                                      | ?                                           | ?                  | ul. Fryderyka Szopena (do 1976 r.), ul. Antoniego Daniela                                 |
| ul. Henryka Jordana                        | Jahnstraße                                             | ul. Henryka Jordana                         | Jahnstraße         | ul. Henryka Jordana ul. Piusa XI (1947, na odcinku od ul. Kościuszki do ul. Wita Stwosza) |
| pl. św. Józefa Robotnika (od 25 IV 2012)   | (nie istniał)                                          | (nie istniał)                               | (nie istniał)      | (bez nazwy)                                                                               |
| ul. Józefowska                             | Josef-Beder-Straße                                     | ul. Józefa Bedera                           | Josef-Beder-Straße | ul. Józefowska ul. PKWN (część północna ulicy)                                            |

### K
| Współczesna nazwa                      | 1871-1922                                                                  | 1922–1939                                                                                     | 1939–1945             | czasy Polski Ludowej                                                                              |
| -------------------------------------- | -------------------------------------------------------------------------- | --------------------------------------------------------------------------------------------- | --------------------- | ------------------------------------------------------------------------------------------------- |
| ul. Wincentego Kadłubka                | (nie istniała)                                                             | (nie istniała)                                                                                | (nie istniała)        | ul. Wincentego Kadłubka (od 1976 r.)                                                              |
| ul. Kaktusów                           | (nie istniała)                                                             | (nie istniała)                                                                                | (nie istniała)        | ul. Kaktusów (od 1976 r.)                                                                         |
| ul. Kalinowa                           | ?                                                                          | ?                                                                                             | ?                     | ul. Elizy Orzeszkowej (do 1976 r.), ul. Kalinowa                                                  |
| ul. Kamelii                            | ?                                                                          | ?                                                                                             | ?                     | ul. Krótka (do 1976 r.), ul. Kamelii                                                              |
| ul. Kamienna                           | Steinstraße                                                                | ul. Kamienna                                                                                  | Steinstraße           | ul. Bronisława (?) Koraszewskiego (1947) ul. Kamienna                                             |
| ul. Józefy Kantorówny                  | ?                                                                          | ?                                                                                             | ?                     | ul. Rawy (do 1963 r.), ul. Karola Marksa                                                          |
| ul. Karasiowa                          | ?                                                                          | ?                                                                                             | ?                     | ul. Łączna (do 1976 r.), ul. Karasiowa                                                            |
| ul. Karbowa                            | ?                                                                          | ul. Karbowa                                                                                   | ?                     | ul. Karbowa (1947) Obecnie po śladzie dawnej części ul. Karbowej biegnie część alei Górnośląskiej |
| ul. Mieczysława Karłowicza             | ?                                                                          | ul. Poniatowskiego                                                                            | ?                     | ul. Mieczysława Karłowicza                                                                        |
| ul. Karola                             | ?                                                                          | ul. Karola                                                                                    | Schinkelweg           | ul. Karola                                                                                        |
| ul. Kaskady                            | ?                                                                          | ?                                                                                             | ?                     | ul. Karola Miarki (do 1976 r.), ul. Czesława Gogoli                                               |
| pl. Jana Kasprowicza                   | ?                                                                          | ?                                                                                             | ?                     | pl. 1 Maja (do 1976 r.), pl. Jana Kasprowicza                                                     |
| pl. Katedralny (od 24 III 2011)        | (nie istniał)                                                              | (bez nazwy)                                                                                   | (bez nazwy)           | (bez nazwy)                                                                                       |
| ul. Katowicka                          | Hohenlohehütterstraße (część koszucka) Kattowitzerstraße (część bogucicka) | ul. Katowicka (część bogucicka) ul. Wełnowska (część koszucka)                                | Kalidestraße          | ul. Bogucicka (1947) ul. Róży Luksemburg                                                          |
| ul. Kawek (od 3 II 2012)               | (nie istniała)                                                             | (nie istniała)                                                                                | (nie istniała)        | (bez nazwy)                                                                                       |
| ul. Roberta Kempki                     | (nie istniała)                                                             | ul. Roberta Kempki                                                                            | Linzerweg             | ul. Roberta Kempki                                                                                |
| ul. Kępowa                             |                                                                            | ul. Kępowa                                                                                    | Antonienstraße        | ul. Kępowa                                                                                        |
| ul. Kijowska                           | Idahütter Straße (?)                                                       | ?                                                                                             | Szczeponik Straße     | ul. Kijowska                                                                                      |
| pl. Wojciecha Kilara (od 28 V 2014)    | -                                                                          | -                                                                                             | -                     | -                                                                                                 |
| ul. Jana Kilińskiego                   | Hardenbergstraße                                                           | ul. Jana Kilińskiego                                                                          | Hardenbergstraße      | ul. Jana Kilińskiego                                                                              |
| ul. Ludwika Klakusa                    | ?                                                                          | ?                                                                                             | ?                     | ul. Strażacka (do 1976 r.), ul. Ludwika Klakusa                                                   |
| pl. Klasztorny (od 10 IX 2010)         | (bez nazwy)                                                                | (bez nazwy)                                                                                   | (bez nazwy)           | (bez nazwy)                                                                                       |
| ul. Klonowa                            | (ulica nie istniała)                                                       | ul. Klonowa (?)                                                                               | Ahornweg              | ul. Klonowa                                                                                       |
| ul. Kazimierza Kluzika                 | (nie istniała)                                                             | (nie istniała)                                                                                | (nie istniała)        | ul. Kazimierza Kluzika (od 1976 r.)                                                               |
| ul. Kłodnicka                          | Klodnitzstraße (?)                                                         | ul. Kłodnicka                                                                                 | Klodnitzstraße        | ul. Kłodnicka                                                                                     |
| ul. Knurowska (nie istnieje)           | (nie istniała)                                                             | (nie istniała)                                                                                | (nie istniała)        | ul. Knurowska (1976-1983)                                                                         |
| ul. Stanisława Kobylińskiego           | Börsenstraße                                                               | ul. Krótka                                                                                    | Börsenstraße          | ul. Stanisława Kobylińskiego                                                                      |
| ul. Jana Kochanowskiego                | Sachsstraße                                                                | ul. Jana Kochanowskiego                                                                       | Eichendorffstraße     | ul. Jana Kochanowskiego                                                                           |
| ul. Adama Kocura (od II 1995)          | Pehlstraße                                                                 | ?                                                                                             | ?                     | ul. Stanisława Moniuszki (do 1963 r.), ul. Flawiana Wysockiego (do II 1995)                       |
| ul. Jana Koczeby                       | (nie istniała)                                                             | ul. Jana Koczeby                                                                              | Wikingerweg           | ul. Jana Koczeby                                                                                  |
| ul. Józefa Kokota                      | ?                                                                          | ?                                                                                             | ?                     | ul. Gustawa Morcinka (do 1976 r.), ul. Józefa Kokota                                              |
| ul. Kolibrów                           | (nie istniała)                                                             | (nie istniała)                                                                                | (nie istniała)        | ul. Kolibrów                                                                                      |
| ul. Kolista                            | ?                                                                          | ?                                                                                             | ?                     | ul. Kolista (od 1971 r.)                                                                          |
| Kolonia Amandy                         | ?                                                                          | ?                                                                                             | ?                     | Kolonia Agnieszki Amandy (do 1963 r.), Kolonia Amandy                                             |
| ul. Kolońska (od 2001)                 | (nie istniała)                                                             | (nie istniała)                                                                                | (nie istniała)        | (nie istniała)                                                                                    |
| ul. Kolorowa                           | (nie istniała)                                                             | (nie istniała)                                                                                | (nie istniała)        | ul. Kolorowa (od 1976 r.)                                                                         |
| ul. Pawła Kołodzieja                   | ?                                                                          | ?                                                                                             | ?                     | ul. Ludwika Waryńskiego (do 1976 r.), ul. Pawła Kołodzieja                                        |
| ul. Kołodziejska                       | ?                                                                          | ?                                                                                             | ?                     | ul. Kolejowa (do 1963 r.), ul. Kołodziejska                                                       |
| ul. ks. kard. Bolesława Kominka        | (nie istniała)                                                             | (nie istniała)                                                                                | (nie istniała)        | ul. Jana Kawalca                                                                                  |
| ul. Tadeusza Konckiego                 | (nie istniała)                                                             | ul. T. Konckiego                                                                              | ?                     | ul. T. Konckiego                                                                                  |
| ul. Konna (od 1991)                    | Gieschestrasse                                                             | Gieszego (Gieschego)                                                                          | Gieschestrasse        | Gieszego (1945–1948) Adama Mickiewicza (1948–1962) Antoniego Makarenki (1962–1991)                |
| ul. Zofii Koniarkowej                  | Eichenstraße                                                               | ul. Franciszka                                                                                | ?                     | ul. Szyperskiego (1947)                                                                           |
| ul. Marii Konopnickiej                 | Sophienstraße                                                              | ul. Marii Konopnickiej                                                                        | Sophienstraße         | ul. Marii Konopnickiej                                                                            |
| ul. Konwalii                           | ?                                                                          | ?                                                                                             | ?                     | ul. Słoneczna (do 1976 r.), ul. Konwalii                                                          |
| ul. Mikołaja Kopernika                 | Scharnhorststraße                                                          | ul. Mikołaja Kopernika                                                                        | Scharnhorststraße     | ul. Mikołaja Kopernika                                                                            |
| ul. Jacka Koraszewskiego               | ?                                                                          | ?                                                                                             | ?                     | ul. Górnicza (do 1976 r.), ul. Jacka Koraszewskiego                                               |
| ul. Janusza Korczaka                   | ?                                                                          | ?                                                                                             | ?                     | ul. Szpitalna (do 1963 r.), ul. Janusza Korczaka                                                  |
| ul. ks. Augustyna Kordeckiego          | Yorkstraße                                                                 | ul. ks. Augustyna Kordeckiego                                                                 | Yorkstraße            | ul. ks. Augustyna Kordeckiego                                                                     |
| al. Wojciecha Korfantego (od 8 X 1990) | Schlossstraße (1899–1922)                                                  | ul. Zamkowa                                                                                   | Ludendorfstraße       | 1945–1946 ul. Zamkowa od 11 X 1946 ul. Armii Czerwonej                                            |
| ul. Kosmiczna                          | (bez nazwy)                                                                | ?                                                                                             | Barbarastraße         | ul. Barbary (do 1963 r.), ul. Kosmiczna                                                           |
| ul. Kosów                              | (nie istniała)                                                             | (nie istniała)                                                                                | (nie istniała)        | ul. Kosów (od 1971 r.)                                                                            |
| ul. Stanisława Kossutha                | (nie istniała)                                                             | (nie istniała)                                                                                | (nie istniała)        | ul. Stanisława Kossutha (od 1979 r.)                                                              |
| ul. Aleksandra Kostki-Napierskiego     | ?                                                                          | ?                                                                                             | ?                     | ul. Aleksandra Kostki-Napierskiego                                                                |
| ul. Koszarowa                          | ?                                                                          | ul. Koszarowa                                                                                 | ?                     | ul. Żdanowa                                                                                       |
| ul. Tadeusza Kościuszki                | Beatestraße (od 13 X 1890 1871-1922)                                       | ul. Tadeusza Kościuszki                                                                       | Höferstraße           | ul. Tadeusza Kościuszki                                                                           |
| ul. Tomasza Kotlarza                   | ?                                                                          | ?                                                                                             | ?                     | ul. Tomasza Kotlarza                                                                              |
| ul. Kozielska                          | Gartenstraße                                                               | ul. Kozielska                                                                                 | Gartenstraße          | ul. Jana Jakuba Kowalczyka (1947) ul. Kozielska                                                   |
| ul. Zygmunta Krasińskiego              | Holteistraße                                                               | ul. Zygmunta Krasińskiego                                                                     | Holteistraße          | ul. Zygmunta Krasińskiego                                                                         |
| ul. Bernarda Krawczyka                 | Straße am Schlafhaus (Schlafhausstraße) (do 1921)                          | ul. Wojciecha Korfantego (1921–1922) ul. Sypialni (1923) ul. Wojciecha Korfantego (1924–1939) | Heinitzstraße         | ul. Robotnicza (1945–1963) ul. B. Krawczyka (od 1963),                                            |
| ul. Kredytowa                          | ?                                                                          | ul. Kredytowa                                                                                 | Sonnenstraße          | ul. Kredytowa                                                                                     |
| ul. Krokusów                           | ?                                                                          | ?                                                                                             | ?                     | ul. Zielona (do 1976 r.), ul. Krokusów                                                            |
| ul. Królowej Jadwigi                   | Königin Luisen Straße                                                      | ul. Królowej Jadwigi                                                                          | Königin Luisen Straße | ul. Królowej Jadwigi                                                                              |
| ul. Krucza                             | Sadenstraße                                                                | ?                                                                                             | ?                     | ul. Krucza                                                                                        |
| ul. Bolesława Krupińskiego             | ?                                                                          | ?                                                                                             | ?                     | ul. Józefa Lompy (do 1976 r.), ul. Bolesława Krupińskiego                                         |
| ul. Krzemienna                         | ?                                                                          | ul. Krzemienna (?)                                                                            | Kondorstraße          | ul. Krzemienna                                                                                    |
| ul. Krzywa                             | Nottebohmstraße                                                            | ul. Krzywa                                                                                    | Nottebohmstraße       | ul. Krzywa                                                                                        |
| ul. Krzyżowa                           | Kaiser Wilhelmstraße lub Bülowstrasse                                      | ul. Damrota (1922–1926) ul. Krzyżowa (1926–1939)                                              | Kreuzstraße           | ul. Krzyżowa                                                                                      |
| ul. ks. bpa Teodora Kubiny             | (nie istniała)                                                             | (nie istniała)                                                                                | (nie istniała)        | ul. Jana Gawendy                                                                                  |
| ul. Jana Kupca                         | Alte Straße                                                                | ul. Jana Kupca                                                                                | Alte Straße           | ul. Jana Kupca                                                                                    |
| ul. Kuśnierska                         | Georgstrasse                                                               | Jerzego                                                                                       | Georgstrasse          | Jerzego (1945–1951) Marcina Kasprzaka (1951–1962) Kuśnierska (od 1962)                            |
| ul. Kwiatowa                           | Jachelstraße                                                               | ?                                                                                             | Goethestraße          | ul. Zdanowa (do 1963 r.), ul. Kwiatowa                                                            |

### L
| Współczesna nazwa                  | 1871-1922                | 1922–1939                                                  | 1939–1945            | czasy Polski Ludowej |
| ---------------------------------- | ------------------------ | ---------------------------------------------------------- | -------------------- | --- |
| ul. ks. Wiktora Matejczyka         | ?                        | ?                                                          | ?                    | ul. Juliana Tuwima (do 1976 r.), ul. Oskara Langego (do 2017 r.)                                                                        |
| ul. Józefa Laskowskiego            | ?                        | ?                                                          | ?                    | ul. Karola Miarki (do 1976 r.), ul. Józefa Laskowskiego                                                                                 |
| ul. Lawendowa                      | (nie istniała)           | (nie istniała)                                             | (nie istniała)       | ul. Lawendowa (od 1971 r.) |
| ul. Macieja Ledóchowskiego         | Glückaufstraße (?)       | ul. Macieja Ledóchowskiego                                 | Glückaufstraße       | ul. Macieja Ledóchowskiego (?) |
| ul. Joachima Lelewela              | Lazarettstraße           | ul. Marszałka Focha                                        | Teichstraße          | ul. Joachima Lelewela |
| ul. Lelków                         | (ulica nie istniała)     | (ulica nie istniała)                                       | (ulica nie istniała) | ul. Lelków |
| ul. Leopolda                       | Leopoldstraße            | ul. Leopolda                                               | Leopoldstraße        | ul. Leopolda |
| ul. gen. Henryka Le Ronda          | Kattowizerstraße         | Katowicka (1922–1936) dra Michała Grażyńskiego (1936–1939) | Kattowizerstraße     | Oświęcimska (1945–1951) Włodzimierza Lenina (od 1951)                                                                                   |
| ul. Leszczynowa                    | ?                        | ?                                                          | ?                    | ul. Adolfa Dygasińskiego (do 1976 r.), ul. Leszczynowa                                                                                  |
| ul. Leśnego Potoku                 | ?                        | ul. Mikołowska                                             | ?                    | ul. Mikołowska (do 1963 r.), ul. Leśnego Potoku                                                                                         |
| ul. Leśników                       | ?                        | ?                                                          | ?                    | ul. Tyski dom kolejowy (do 1976 r.), ul. Leśników                                                                                       |
| ul. Józefa Ligęzy                  | (nie istniała)           | (nie istniała)                                             | (nie istniała)       | ul. Józefa Ligęzy (od 1976 r.) |
| ul. Ligocka                        | Ellgother Straße (?)     | ul. Ligocka                                                | Ellgother Straße     | ul. Ligocka |
| ul. Juliusza Ligonia               | Charlottenstraße         | ul. Juliusza Ligonia                                       | Charlottenstraße     | ul. Juliusza Ligonia |
| ul. Lipowa                         | Lindenstraße             | ul. Lipowa                                                 | Waldhufen            | ul. Lipowa |
| ul. Lisa                           | Querstrasse (od 1900 r.) | ul. Lisa                                                   | Querstrasse          | ul. Lisa |
| ul. ks. bpa Arkadiusza Lisieckiego | (nie istniała)           | (nie istniała)                                             | (nie istniała)       | ul. Bluszcza |
| ul. 11 Listopada                   | ?                        | ul. Piastowska                                             | ?                    | ul. Piastowska (do 1963 r.), ul. Bolesława Bieruta                                                                                      |
| ul. Lniana                         | ?                        | ?                                                          | ?                    | ul. Krótka (do 1976 r.), ul. Lniana |
| ul. Józefa Lompy                   | Schenkendorffstraße      | ul. Józefa Lompy                                           | Schenkendorffstraße  | ul. Józefa Lompy |
| pl. ks. Józefa Londzina            | Gruschkaplatz            | pl. Gruszki (do 1929), pl. ks. Prałata Józefa Londzina     | Freiheitsplatz       | pl. ks. Józefa Londzina |
| ul. Ludwika                        | Ludwigstraße             | ul. Ludwika                                                | Ludwigstraße         | ul. Norberta Jaronia (1947), ul. Ludwika                                                                                                |
| ul. Lwowska (od 1992)              | Bahnhofstraße            | ul. Dworcowa                                               | Bahnhofstraße        | ul. Dworcowa (1945–1960) ul. Obrońców Pokoju (1960–1992) ul. Józefa Wieczorka (do 1963 r.), ul. Jedności Robotniczej (część południowa) |

### Ł
| Współczesna nazwa       | 1871-1922       | 1922–1939               | 1939–1945         | czasy Polski Ludowej                     |
| ----------------------- | --------------- | ----------------------- | ----------------- | ---------------------------------------- |
| ul. Łabędzia            | (nie istniała)  | (nie istniała)          | (nie istniała)    | ul. Łabędzia                             |
| ul. Łanowa              | (nie istniała)  | (nie istniała)          | (nie istniała)    | ul. Łanowa (od 1971 r.)                  |
| ul. Łączna              | ?               | ul. Łączna (?)          | Am Meilenkrtscham | ul. Łączna                               |
| ul. Władysława Łokietka | Adolfstraße (?) | ul. Władysława Łokietka | Adolfstraße       | ul. Władysława Łokietka                  |
| ul. Łopianowa           | ?               | ?                       | ?                 | ul. Kolejowa (do 1976 r.), ul. Łopianowa |

### M
| Współczesna nazwa                                   | 1871-1922                                                                                 | 1922–1939                      | 1939–1945              | czasy Polski Ludowej                                                   |
| --------------------------------------------------- | ----------------------------------------------------------------------------------------- | ------------------------------ | ---------------------- | ---------------------------------------------------------------------- |
| skwer ks. Franciszka Macherskiego (od 6 VIII 2010)  | (bez nazwy/nie istniał)                                                                   | (bez nazwy)                    | (bez nazwy)            | (bez nazwy)                                                            |
| ul. Macieja                                         | ?                                                                                         | ul. Macieja (?)                | Matthiasstraße         | ul. Macieja                                                            |
| ul. Macierzanki                                     | (nie istniała)                                                                            | (nie istniała)                 | (nie istniała)         | ul. Macierzanki (od 1971 r.)                                           |
| ul. 1 Maja                                          | Kaiser Wilhelm Straße                                                                     | ul. Krakowska                  | Krakauerstraße         | ul. Krakowska (1945–1946) ul. 1 Maja (od 11 X 1946)                    |
| ul. 3 Maja                                          | Industriestraße (od 1856 do 1867) Grundmannstraße (od 24 X 1867 1871-1922)                | ul. 3 Maja                     | Grundmannstraße        | ul. 3 Maja                                                             |
| ul. Maków                                           | ?                                                                                         | ?                              | ?                      | ul. Wandy (do 1976 r.), ul. Maków                                      |
| ul. Jacka Malczewskiego                             | ?                                                                                         | ?                              | ?                      | ul. Powstańców (do 1976 r.), ul. Jacka Malczewskiego                   |
| ul. Malwy                                           | ?                                                                                         | ?                              | ?                      | ul. Rzemieślnicza (do 1976 r.), ul. Malwy                              |
| ul. Macieja Mamoka                                  | (nie istniała)                                                                            | ul. Macieja Mamoka             | Annabergstraße         | ul. Macieja Mamoka                                                     |
| ul. Marcina                                         | ?                                                                                         | ul. Marcina                    | Martinstraße           | ul. Marcina                                                            |
| ul. Karola Marcinkowskiego                          | ?                                                                                         | ul. Karola Marcinkowskiego     | Koloniestraße          | ul. Karola Marcinkowskiego                                             |
| ul. Mariacka                                        | Richard Holtzestraße (1876–1922)                                                          | ul. Mariacka                   | Richard Holtzestraße   | ul. Mariacka                                                           |
| ul. Mariacka Tylna                                  | Hintere Holtzestraße                                                                      | ul. Mariacka Tylna             | Hintere Holtzestraße   | ul. Mariacka Tylna                                                     |
| ul. ks. Leopolda Markiefki                          | Kaiserin Augusta Straße                                                                   | ul. ks. Leopolda Markiefki     | Bogutschützer Straße   | ul. ks. Leopolda Markiefki                                             |
| ul. Marzanny                                        | ?                                                                                         | ?                              | ?                      | ul. Piaskowa (do 1976 r.), ul. Marzanny                                |
| ul. Stanisława Mastalerza                           | ?                                                                                         | ?                              | ?                      | ul. Janka Krasickiego (do 1976 r.), ul. Stanisława Mastalerza          |
| ul. ks. Stanisława Maślińskiego (od 3 II 2012)      | (nie istniała)                                                                            | (nie istniała)                 | (nie istniała)         | (nie istniała)                                                         |
| ul. Jana Matejki                                    | Nikolaistraße                                                                             | ul. Jana Matejki               | Nikolaistraße          | ul. Jana Matejki                                                       |
| ul. Meteorologów                                    | (nie istniała)                                                                            | (nie istniała)                 | (nie istniała)         | ul. Meteorologów (od 1979 r.)                                          |
| skwer Męczenników Oświęcimskich (od 3 II 2012)      | (nie istniał)                                                                             | (nie istniał)                  | (nie istniał)          | (bez nazwy)                                                            |
| pl. Karola Miarki                                   | Blücherplatz                                                                              | pl. Karola Miarki              | Blücherplatz           | pl. Karola Miarki                                                      |
| ul. Karola Miarki                                   | ?                                                                                         | ul. Karola Miarki              | Grütznerweg            | ul. Karola Miarki                                                      |
| pl. Miast Partnerskich od 26 VII 2010               | (nie istniał)                                                                             | (nie istniał)                  | (nie istniał)          | (bez nazwy)                                                            |
| rondo ks. Konstantego Michalskiego (od 6 VIII 2011) | (nie istniało)                                                                            | (nie istniało)                 | (nie istniało)         | (nie istniało)                                                         |
| ul. Piotra Michałowskiego                           | ?                                                                                         | ?                              | ?                      | ul. Piotra Skargi (do 1976 r.), ul. Piotra Michałowskiego              |
| ul. Tadeusza Michejdy (od 3 II 2012)                | (nie istniała)                                                                            | (nie istniała)                 | (nie istniała)         | (bez nazwy)                                                            |
| ul. Adama Mickiewicza                               | Uferstraße (od II poł. XIX w. do około 1902/1905) August-Schneiderstraße (1902/1905–1922) | ul. Adama Mickiewicza          | August-Schneiderstraße | ul. Adama Mickiewicza                                                  |
| ul. Mieczyków                                       | ?                                                                                         | ?                              | ?                      | ul. Wolności (do 1976 r.), ul. Mieczyków                               |
| ul. Miedziana                                       | ?                                                                                         | ?                              | ?                      | część ul. Jerzego (do 1979 r.)                                         |
| ul. Andrzeja Mielęckiego                            | Sedanstraße                                                                               | ul. Andrzeja Mielęckiego       | Sedanstraße            | ul. Andrzeja Mielęckiego                                               |
| ul. Międzyblokowa                                   | Querstrasse                                                                               | Poprzeczna                     | Querstrasse            | ul. Poprzeczna (1945–1962) Międzyblokowa (od 1962)                     |
| ul. Miętowa                                         | ?                                                                                         | ?                              | ?                      | ul. Wrzosowa (do 1976 r.), ul. Miętowa                                 |
| ul. Migdałowców                                     | ?                                                                                         | ?                              | ?                      | ul. Cmentarna (do 1976 r.), ul. Migdałowców                            |
| ul. Mikołowska                                      | Nikolaistraße (od 13 X 1890 1871-1922)                                                    | ul. Mikołowska                 | Nikolaistraße          | ul. Mikołowska                                                         |
| ul. prof. Jana Mikusińskiego                        | ?                                                                                         | ?                              | ?                      | ul. Marcelego Nowotki                                                  |
| ul. Milowicka                                       | Grenzstrasse                                                                              | ul. Milowicka                  | Grenzstrasse           | ul. Milowicka                                                          |
| ul. Miła                                            | ?                                                                                         | ?                              | ?                      | ul. Krótka (do 1963 r.), ul. Miła                                      |
| ul. Misjonarzy Oblatów MN                           | (bez nazwy)                                                                               | (bez nazwy)                    | (bez nazwy)            | ul. (Misjonarzy) Oblatów (1947) ul. Juliana Marchlewskiego             |
| ul. Młodzieżowa                                     | Körberstraße                                                                              | ?                              | Schlageterstraße       | ul. Stalingradzka (do 1963 r.), ul. Młodzieżowa                        |
| ul. Młyńska                                         | Mühlstraße                                                                                | ul. Młyńska                    | Mühlstraße             | ul. Młyńska                                                            |
| ul. Modelarska                                      | ?                                                                                         | ul. Jadwigi                    | ?                      | ul. Modelarska                                                         |
| ul. Modrzewiowa                                     | (nie istniała)                                                                            | (nie istniała)                 | (nie istniała)         | ul. Modrzewiowa                                                        |
| ul. Heleny Modrzejewskiej                           | (nie istniała)                                                                            | (nie istniała)                 | (nie istniała)         | ul. Heleny Modrzejewskiej (od 1971 r.)                                 |
| ul. Stanisława Moniuszki                            | Mozartstraße                                                                              | ul. Stanisława Moniuszki       | Markgrafenstraße       | ul. Stanisława Moniuszki                                               |
| ul. Morawa (od 26 I 1995)                           | Sedanstraße                                                                               | ul. Rejtana (?) ul. Warszawska | Sedanstraße (?)        | ul. Tadeusza Rejtana (do 1963 r.), ul. Franciszka Rybki (do 26 I 1995) |
| ul. Morelowa                                        | (nie istniała)                                                                            | (nie istniała)                 | (nie istniała)         | ul. Morelowa (wytyczona w 1962)                                        |
| ul. Morwowa                                         | (nie istniała)                                                                            | (nie istniała)                 | (nie istniała)         | ul. Morwowa (od 1976 r.)                                               |
| ul. Murckowska                                      | ?                                                                                         | ul. Murckowska                 | Lettow Vorbeck Straße  | ul. Murckowska                                                         |
| ul. Piotra Musialika                                | (nie istniała)                                                                            | ul. Piotra Musialika           | Bundschuhweg           | ul. Piotra Musialika                                                   |
| ul. Mysłowicka                                      | Chaussée nach Myslowitz Myslowitzerstraße                                                 | ?                              | Myslowitzerstraße      | ul. Mysłowicka                                                         |

### N
| Współczesna nazwa                    | 1871-1922                                                 | 1922–1939                                                             | 1939–1945            | czasy Polski Ludowej                                         |
| ------------------------------------ | --------------------------------------------------------- | --------------------------------------------------------------------- | -------------------- | ------------------------------------------------------------ |
| ul. Nad Stawem                       | ?                                                         | ?                                                                     | ?                    | ul. Zielona (do 1963 r.), ul. Nad Stawem                     |
| ul. Nagietek                         | ?                                                         | ?                                                                     | ?                    | ul. Wspólna (do 1976 r.), ul. Nagietek                       |
| ul. Zofii Nałkowskiej                | Poststraße (do 1921)                                      | ul. Pocztowa (od 1921)/ul. B. Pierackiego                             | Poststraße           | ul. Żeromskiego (1945–1963), ul. Zofii Nałkowskiej (od 1963) |
| ul. Narcyzów                         | ?                                                         | ul. Narcyzów                                                          | Solgerstraße         | ul. Narcyzów                                                 |
| ul. Piotra Niedurnego                | ?                                                         | ul. Piotra Niedurnego                                                 | Ernst Günter Straße  | ul. Piotra Niedurnego                                        |
| al. Niepodległości                   | Tiele-Winckler-Strasse (do 1920) Kirchstrasse (1920–1922) | plac Tadeusza Kościuszki (1922–1928) Aleje Niepodległości (1928–1939) | Horst-Wessel-Strasse | aleja Niepodległości                                         |
| ul. Niezapominajek                   | ?                                                         | ?                                                                     | ?                    | ul. Tyska (do 1976 r.), ul. Niezapominajek                   |
| ul. Jana Piotra Norblina             | ?                                                         | ?                                                                     | ?                    | ul. Adama Mickiewicza (do 1976 r.), ul. Jana Piotra Norblina |
| ul. Normy                            | Normaweg (?)                                              | ul. Normy                                                             | Normaweg             | ul. Normy                                                    |
| ul. Nowa                             | ?                                                         | ul. Nowa                                                              | Schmale Gasse        | ul. Nowa                                                     |
| rondo Józefa Nowary (od 26 VII 2010) | (nie istniało)                                            | (nie istniało)                                                        | (nie istniało)       | (nie istniało)                                               |
| ul. Feliksa Nowowiejskiego           | (nie istniała)                                            | (nie istniała)                                                        | (nie istniała)       | ul. Klementa Gottwalda (od 1971 r.)                          |
| ul. Nowy Czekaj (od 25 IV 2014)      | -                                                         | -                                                                     | -                    | (bez nazwy, istniała od lat 80. XX wieku)                    |

### O
| Współczesna nazwa                         | 1871-1922                                                        | 1922–1939                        | 1939–1945           | czasy Polski Ludowej                                                                                           |
| ----------------------------------------- | ---------------------------------------------------------------- | -------------------------------- | ------------------- | --- |
| ul. Objazdowa                             | ?                                                                | ?                                | ?                   | ul. Kowalska (do 1963 r.), ul. Objazdowa                                                                       |
| ul. Obroki                                | ?                                                                | ul. Obroki (?), ul. Kleofasa (?) | Kleophasstraße (?)  | ul. Rewolucjonistów                                                                                            |
| ul. Obrońców Westerplatte                 | Chaussee Straße (część wschodnia) Hüttenstraße (część zachodnia) | ?                                | Adolf-Hitler-Straße | ul. Oświęcimska (do 1963 r.), ul. Obrońców Westerplatte                                                        |
| ul. Teofila Ociepki                       | ?                                                                | ?                                | ?                   | ul. Rewolucji Październikowej                                                                                  |
| ul. Odrowążów (od 1991)                   | Niederstraße (do 1921)                                           | ul. Dolna (1921–1939)            | Ludendorfstraße     | ul. Partyzantów (1945–1963), ul. Gwardii Ludowej (1962–1991)                                                   |
| ul. Ogrodowa                              | ?                                                                | ?                                | ?                   | ul. Gen. Zawadzkiego (w 1957 r.), ul. Ogrodowa                                                                 |
| ul. Wincentego Ogrodzińskiego             | ?                                                                | ?                                | ?                   | ul. Powstańców (do 1976 r.), ul. Kazimierza Cichowskiego                                                       |
| ul. Okoniowa                              | ?                                                                | ?                                | ?                   | ul. Gajowa (do 1976 r.), ul. Okoniowa                                                                          |
| ul. dra Stanisława Olchawy                | Marktstraße                                                      | ?                                | ?                   | ul. Andrzeja Żabińskiego                                                                                       |
| ul. Opolska (od 1990)                     | Goethestraße                                                     | ul. Opolska                      | Goethestraße        | ul. Opolska (1945–1946) ul. Henryka Sławika (od 11 X 1946 przez cztery dni) ul. Karola Liebknechta (1946–1990) |
| estakada Orląt Lwowskich (od 28 VII 2011) | (nie istniała)                                                   | (nie istniała)                   | (nie istniała)      | (nie istniała)                                                                                                 |
| ul. Orlików                               | (nie istniała)                                                   | (nie istniała)                   | (nie istniała)      | ul. Orlików (od 1976 r.)                                                                                       |
| ul. Osiedlowa                             | ?                                                                | ?                                | ?                   | ul. Polna (do 1963 r.), ul. Osiedlowa                                                                          |
| ul Oswobodzenia                           | ?                                                                | ?                                | ?                   | ul. Wolności (do 1963 r.), ul. Oswobodzenia                                                                    |
| skwer Roberta Oszka (od 11 VI 2010)       | (nie istniał)                                                    | (nie istniał)                    | (nie istniał)       | (bez nazwy) |

### P
| Współczesna nazwa                                                   | 1871-1922          | 1922–1939                               | 1939–1945                                                                | czasy Polski Ludowej                                                                      |
| ------------------------------------------------------------------- | ------------------ | --------------------------------------- | ------------------------------------------------------------------------ | ----------------------------------------------------------------------------------------- |
| ul. Ignacego Paderewskiego                                          | Lange Zeile (?)    | ul. Ignacego Paderewskiego              | Lange Zeile                                                              | ul. Ignacego Paderewskiego                                                                |
| skwer Augustyna Pająka (od 3 II 2012)                               | (nie istniał)      | (nie istniał)                           | (nie istniał)                                                            | (bez nazwy)                                                                               |
| ul. Panewnicka                                                      | Klosterstraße (?)  | ul. Panewnicka                          | Klosterstraße                                                            | ul. Dolnośląska (w 1957 r.), ul. Panewnicka                                               |
| ul. Józefa Pankiewicza                                              | (nie istniała)     | (nie istniała)                          | (nie istniała)                                                           | ul. Józefa Pankiewicza (od 1979 r.)                                                       |
| ul. prof. Waleriana Pańki (od 25 IV 2014)                           | (nie istniała)     | (nie istniała)                          | (nie istniała)                                                           | (nie istniała)                                                                            |
| ul. Parkowa                                                         | ?                  | ul. Parkowa                             | Parkstraße                                                               | ul. Parkowa                                                                               |
| rondo ks. Jerzego Pawlika (od 10 VIII 2010)                         | (nie istniało)     | (nie istniało)                          | (nie istniało)                                                           | (nie istniało)                                                                            |
| ul. św. Pawła                                                       | Paul Straße        | ul. św. Pawła                           | Paul Straße                                                              | ul. Franciszka Ziółkiewicza (1947) ul. św. Pawła                                          |
| ul. PCK                                                             | Kirchestraße       | ul. Kościelna                           | Straße des Reichsarbeitdienstes (Straße d. RAD)                          | ul. Kościelna (1945–1946) ul. PCK (od 1946)                                               |
| ul. Pelargonii                                                      | ?                  | ?                                       | ?                                                                        | ul. Astrów (do 1976 r.), ul. Pelargonii                                                   |
| ul. Pelikanów                                                       | (nie istniała)     | (nie istniała)                          | (nie istniała)                                                           | ul. Nowohucka (1979-1991)                                                                 |
| ul. Piaskowa                                                        | Mendelstraße (?)   | ul. Piaskowa                            | Mendelstraße                                                             | ul. Piaskowa                                                                              |
| ul. Piastowska                                                      | (bez nazwy)        | ul. Piastowska                          | Hohenzollernstraße                                                       | ul. Piastowska                                                                            |
| skwer Piastów Śląskich (od 13 XII 2010)                             | (nie istniał)      | (nie istniał)                           | (nie istniał)                                                            | (bez nazwy)                                                                               |
| ul. Pijarska (od 12 V 2010)                                         | (nie istniała)     | (nie istniała)                          | (nie istniała)                                                           | (bez nazwy)                                                                               |
| ul. Józefa Piechy                                                   | (nie istniała)     | ul. Józefa Piechy                       | Sudetenweg                                                               | ul. Józefa Piechy                                                                         |
| ul. Pierwiosnków                                                    | ?                  | ?                                       | ?                                                                        | ul. Wspólna (do 1976 r.), ul. Pierwiosnków                                                |
| skwer rtm. Witolda Pileckiego (od 31 III 2010)                      | (nie istniał)      | (nie istniał)                           | (nie istniał)                                                            | (istnieje od lat 60. XX w. – bez nazwy)                                                   |
| ul. Piotra                                                          | ?                  | ul. Piotra                              | Peterstraße                                                              | ul. Piotra                                                                                |
| ul. Piotrowicka                                                     | Petrowitzer Straße | ul. Piotrowicka                         | Teil Rubergstraße (część północna) Petrowitzer Straße (część południowa) | ul. Piotrowicka                                                                           |
| ul. Romualda Pitery                                                 | (nie istniała)     | gen. Orlicz-Dreszera (od ok. 1937/1938) | Eichendorffstrasse                                                       | ul. Nikosa Belojanisa (1945–1962) ul. Juliana Leńskiego (1962–1991)                       |
| ul. Plebiscytowa                                                    | Heinzelstraße      | ul. Plebiscytowa                        | Heinzelstraße                                                            | ul. Plebiscytowa                                                                          |
| ul. Józefa Płochy                                                   | ?                  | ?                                       | ?                                                                        | ul. Józefa Płochy                                                                         |
| ul. Pocztowa                                                        | Poststraße         | ul. Pocztowa                            | Poststraße                                                               | ul. Pocztowa                                                                              |
| ul. Podchorążych                                                    | (bez nazwy)        | ul. Podchorążych                        | Hammerweg                                                                | ul. Podchorążych                                                                          |
| ul. Podgórna                                                        | Bergstraße         | ul. Podgórna                            | Bergstraße                                                               | ul. Podgórna                                                                              |
| pl. Pod Kasztanami                                                  | ?                  | ?                                       | ?                                                                        | pl. Fryderyka Chopina (do 1963 r.), pl. Pod Kasztanami                                    |
| ul. Pod Kasztanami                                                  | Gerlachstraße      | ?                                       | Gerlachstraße                                                            | ul. Odrodzenia (do 1963 r.), ul. Atanazego Kowalczyka                                     |
| ul. Podleśna                                                        | ?                  | ?                                       | ?                                                                        | ul. Borowa (do 1976 r.), ul. Podleśna                                                     |
| pl. Pod Lipami                                                      | Ring               | ?                                       | Hermann Göring Platz                                                     | pl. Czerwonych Kosynierów                                                                 |
| ul. Pod Młynem (od 1991)                                            | Mühlstrasse        | ul. Młyńska                             | Mühlstrasse                                                              | ul. Młyńska (1945–1955) ul. Teofila Turczyka (po 1955)                                    |
| ul. Pogodna                                                         | (nie istniała)     | (nie istniała)                          | (nie istniała)                                                           | ul. Pogodna (od 1964)                                                                     |
| ul. Pokoju                                                          | Schaffgotstraße    | ul. Pokoju                              | Schaffgotstraße                                                          | ks. Roboty (do 1954 r.), część ul. ks. Strzybnego (do 1954 r.), ul. Pokoju                |
| ul. Wincentego Pola                                                 | Oheimstraße        | ul. Wincentego Pola                     | Oheimstraße                                                              | ul. Wincentego Pola                                                                       |
| ul. Policyjna                                                       | ?                  | ?                                       | ?                                                                        | ul. Milicyjna (do 1990)                                                                   |
| skwer Polskich Sprawiedliwych Wśród Narodów Świata (od 14 VII 2011) | (nie istniał)      | (nie istniał)                           | (nie istniał)                                                            | (bez nazwy)                                                                               |
| ul. Pomorska                                                        | ?                  | ul. Pomorska (?)                        | Bussardklippe                                                            | ul. Pomorska                                                                              |
| ul. Rafała Pomorskiego                                              | ?                  | ?                                       | ?                                                                        | ul. Juliusza Ligonia (do 1976 r.), ul. Rafała Pomorskiego                                 |
| ul. Józefa Poniatowskiego                                           | Seydlitzstraße     | ul. Józefa Poniatowskiego               | Seydlitzstraße                                                           | ul. Józefa Poniatowskiego                                                                 |
| ul. ks. Jerzego Popiełuszki (od 28 V 2001)                          | (bez nazwy)        | (bez nazwy)                             | Zur Georggrube                                                           | ul. Kopalni Jerzy (do lat 50. XX wieku) ul. Szybu Jerzy (do 1962) ul. Jerzego (1962–2001) |
| ul. Porcelanowa                                                     | ?                  | ?                                       | ?                                                                        | ul. Truchana                                                                              |
| ul. Porzeczkowa                                                     | ?                  | ?                                       | ?                                                                        | ul. Piaskowa (do 1976 r.), ul. Porzeczkowa                                                |
| ul. ks. Pawła Pośpiecha                                             | Nicolaistraße      | ul. ks. Pawła Pośpiecha                 | Wassermannweg (?)                                                        | ul. Pawła Pośpiecha                                                                       |
| ul. Powstańców                                                      | Bernhardstraße     | ul. Powstańców                          | Straße der SA                                                            | ul. Powstańców                                                                            |
| pl. Powstańców Śląskich                                             | ?                  | ?                                       | ?                                                                        | ?                                                                                         |
| ul. Promienna                                                       | (nie istniała)     | (nie istniała)                          | (nie istniała)                                                           | ul. Promienna (od 1976 r.)                                                                |
| ul. Przedwiośnie                                                    | (nie istniała)     | (nie istniała)                          | (nie istniała)                                                           | ul. Przedwiośnie                                                                          |
| ul. Przelotowa                                                      | Querstraße         | ?                                       | Gartenstraße                                                             | ul. Henryka Sienkiewicza (do 1963 r.), ul. Teodora Knicza                                 |
| ul. Kazimierza Przerwy-Tetmajera                                    | ?                  | ?                                       | ?                                                                        | ul. Kazimierza Przerwy-Tetmajera                                                          |
| skwer Przyjaciół z Miszkolca (od 2009)                              | (nie istniał)      | (nie istniał)                           | (nie istniał)                                                            | (bez nazwy)                                                                               |
| ul. Przyjazna                                                       | Zillmannstraße     | ul. Warszawska                          | Zillmannstraße                                                           | ul. Warszawska (do 1950 r.) ul. Siergieja Kirowa                                          |
| ul. Przyjemna                                                       | ?                  | ?                                       | ?                                                                        | ul. Andrzeja Mielęckiego (do 1963 r.), ul. Przyjemna                                      |
| ul. Pstrągowa                                                       | ?                  | ?                                       | ?                                                                        | ul. Panewnicka (do 1976 r.), ul. Pstrągowa                                                |
| ul. Pszczyńska                                                      | Kattowitzerstraße  | ?                                       | Kattowitzerstraße                                                        | ul. Tyska (do 1963 r.), ul. Pszczyńska                                                    |
| ul. Pszowska (nie istnieje)                                         | (nie istniała)     | (nie istniała)                          | (nie istniała)                                                           | ul. Pszowska (1976-1983)                                                                  |
| ul. Leona Purmana (nie istnieje)                                    | ?                  | ?                                       | ?                                                                        | ul. Stefana Okrzei (do 1963 r.), ul. Leona Purmana [do 2008 r.)                           |

### R
| Współczesna nazwa                                        | 1871-1922               | 1922–1939                                                                    | 1939–1945                  | czasy Polski Ludowej                                                                           |
| -------------------------------------------------------- | ----------------------- | ---------------------------------------------------------------------------- | -------------------------- | ---------------------------------------------------------------------------------------------- |
| ul. Raciborska (od 1990)                                 | Kronprinzenstraße       | ul. Raciborska                                                               | Ratiborerstraße            | ul. Raciborska (1945–1946) ul. Żołnierza Polskiego (1947) ul. Karola Świerczewskiego (do 1990) |
| ul. Racławicka                                           | ?                       | ul. Racławicka (?)                                                           | Frh. von Richthoven Straße | ul. Racławicka                                                                                 |
| ul. Radlińska (nie istnieje)                             | (nie istniała)          | (nie istniała)                                                               | (nie istniała)             | ul. Radlińska (1976-1983)                                                                      |
| ul. Radosna                                              | ?                       | ?                                                                            | ?                          | ul. Marii Curie-Skłodowskiej (do 1963 r.), ul. Radosna                                         |
| pl. Rady Europy (od 1998)                                | (nie istniał)           | (nie istniał)                                                                | (nie istniał)              | (bez nazwy)                                                                                    |
| ul. Mikołaja Reja                                        | Beethovenstraße         | ul. Mikołaja Reja                                                            | Beethovenstraße            | ul. Mikołaja Reja                                                                              |
| Trasa imienia Nikodema i Józefa Renców (od 4 IX 1995 r.) | (nie istniała)          | (nie istniała)                                                               | (nie istniała)             | (bez nazwy)                                                                                    |
| ul. Władysława Reymonta                                  | Godullastraße           | ul. Władysława Reymonta                                                      | Godullastraße              | ul. Władysława Reymonta                                                                        |
| ul. Rolna                                                | ?                       | ul. Rolna (?)                                                                | Ackerstraße                | ul. Rolna                                                                                      |
| pl. dra Józefa Rostka                                    | Nikolaiplatz            | pl. Mikołowski                                                               | Nikolaiplatz               | pl. dra Józefa Rostka                                                                          |
| ul. Rozmarynu                                            | ?                       | ?                                                                            | ?                          | ul. Cicha (do 1976 r.), ul. Rozmarynu                                                          |
| al. Walentego Roździeńskiego                             | Ferdinandstraße         | ul. Ferdynanda                                                               | Ferdinandstraße            | ul. Peowiaków, al. W. Roździeńskiego                                                           |
| ul. Równoległa                                           | Parallelstraße (?)      | ul. Równoległa                                                               | Parallelstraße             | ul. Równoległa                                                                                 |
| ul. Różana                                               | ?                       | ul. Różana                                                                   | Holzhausenstraße           | ul. Różana                                                                                     |
| ul. Ruczajowa                                            | (nie istniała)          | (nie istniała)                                                               | (nie istniała)             | ul. Ruczajowa (od 1976 r.)                                                                     |
| ul. Rudnicka (nie istnieje)                              | (nie istniała)          | (nie istniała)                                                               | (nie istniała)             | ul. Rudnicka (1976-1983)                                                                       |
| ul. Rumiankowa                                           | (nie istniała)          | (nie istniała)                                                               | (nie istniała)             | ul. Rumiankowa (od 1971 r.)                                                                    |
| skwer Rybka (od 25 IV 2012)                              | ?                       | ?                                                                            | ?                          | (bez nazwy)                                                                                    |
| ul. Rybnicka                                             | (nie istniała)          | (nie istniała)                                                               | ?                          | ul. Odry i Nysy (1947 r.), ul. Rybnicka                                                        |
| ul. Rymarska                                             | (am) Rosenegk (do 1921) | ul. Dąbrowskiego (1921–1922) ul. Różokąt (1923) ul. Dąbrowskiego (1924–1939) | am Roseneck                | ul. Dąbrowskiego (1945–1963) ul. Rymarska (od 1963),                                           |
| ul. Józefa Rymera                                        | Ziethenstraße           | ul. Józefa Rymera                                                            | Ziethenstraße              | ul. Józefa Rymera                                                                              |
| Rynek                                                    | Friedrichsplatz         | Rynek (także jako pl. marsz. J. Piłsudskiego)                                | Ring                       | Rynek                                                                                          |

### S
| Współczesna nazwa                             | 1871-1922                                                     | 1922–1939                                                           | 1939–1945                               | czasy Polski Ludowej                                                                                         |
| --------------------------------------------- | ------------------------------------------------------------- | ------------------------------------------------------------------- | --------------------------------------- | --- |
| ul. Jana Samsonowicza                         | Bahnhofstraße                                                 | ?                                                                   | ?                                       | ul. Dworcowa (do 1976 r.), ul. Jana Samsonowicza                                                             |
| ul. Sandacza                                  | ?                                                             | ?                                                                   | ?                                       | ul. Jana III Sobieskiego (do 1976 r.), ul. Wery Kostrzewy                                                    |
| ul. Sasanek                                   | ?                                                             | ?                                                                   | ?                                       | ul. Sosnowa (do 1976 r.), ul. Sasanek                                                                        |
| ul. Sądowa                                    | Werderstraße                                                  | ul. Sądowa                                                          | Werderstraße                            | ul. Sądowa                                                                                                   |
| pl. Sejmu Śląskiego                           | (nie istniał)                                                 | pl. Powstańców Śląskich                                             | ?                                       | pl. Feliksa Dzierżyńskiego                                                                                   |
| skwer Janusza Sidły (od 21 października 2011) | (bez nazwy)                                                   | (bez nazwy)                                                         | (bez nazwy)                             | (bez nazwy)                                                                                                  |
| ul. Sielska                                   | (nie istniała)                                                | (nie istniała)                                                      | (nie istniała)                          | ul. Sielska (od 1971 r.)                                                                                     |
| ul. Siemianowicka                             | Laurahütterstrasse                                            | ul. Huty Laury (do 1932) ul. Siemianowicka (od 1932)                | Laurahütterstrasse                      | ul. Siemianowicka                                                                                            |
| ul. Henryka Sienkiewicza                      | Gustav Freitag Straße                                         | ul. Henryka Sienkiewicza                                            | Gustav Freitag Straße                   | ul. Henryka Sienkiewicza                                                                                     |
| ul. 18 Sierpnia                               | ?                                                             | ul. 18 Sierpnia                                                     | Pudlerweg                               | ul. 18 Sierpnia                                                                                              |
| ul. Siewna                                    | ?                                                             | ?                                                                   | ?                                       | ul. Mikołaja Kopernika (część), ul. Jana Kilińskiego (część)(do 1963 r.), ul. Siewna                         |
| ul. Skalna                                    | Hohenlohestraße (?)                                           | ul. Skalna                                                          | Hohenlohestraße                         | ul. Skalna                                                                                                   |
| ul. ks. Piotra Skargi                         | Kurfürstenstraße                                              | ul. ks. Piotra Skargi                                               | Kurfürstenstraße                        | ul. Piotra Skargi                                                                                            |
| ul. Marii Skłodowskiej-Curie                  | Viktoriastraße                                                | ul. Wandy                                                           | Viktoriastraße                          | ul. Wandy (1945–1946) ul. gen. Władysława Sikorskiego (1946-1951) ul. M. Skłodowskiej-Curie (od 1951)        |
| ul. Władysława Skoczylasa                     | (nie istniała)                                                | (nie istniała)                                                      | (nie istniała)                          | ul. Władysława Skoczylasa (od 1979 r.)                                                                       |
| ul. Skośna (nie istnieje)                     | Thiele-Winckler-Straße                                        | ul. Skośna                                                          | Thiele-Winckler-Straße                  | ul. Skośna (istniała do lat 60. XX w.)                                                                       |
| rondo Henryka Sławika (od 2004)               | (nie istniało)                                                | (nie istniało)                                                      | (nie istniało)                          | (bez nazwy)                                                                                                  |
| ul. Walerego Sławka                           | (nie istniała)                                                | (nie istniała)                                                      | (nie istniała)                          | ul. Franciszka Zubrzyckiego (1979-1991)                                                                      |
| ul. Słoneczna                                 | ?                                                             | ul. Mikołaja Kopernika                                              | ?                                       | ul. Słoneczna                                                                                                |
| ul. Juliusza Słowackiego                      | Schillerstraße                                                | ul. Juliusza Słowackiego                                            | Schillerstraße                          | ul. Juliusza Słowackiego                                                                                     |
| ul. Słonecznikowa                             | ?                                                             | ?                                                                   | ?                                       | ul. Graniczna (do 1976 r.), ul. Słonecznikowa                                                                |
| ul. Słowików                                  | (nie istniała)                                                | (nie istniała)                                                      | (nie istniała)                          | ul. Słowików                                                                                                 |
| ul. Jana III Sobieskiego                      | Roonstraße                                                    | ul. Jana III Sobieskiego                                            | Roonstraße                              | ul. Jana III Sobieskiego                                                                                     |
| ul. Sokola                                    | (nie istniała)                                                | (nie istniała)                                                      | (nie istniała)                          | ul. Sokola (od 1971 r.)                                                                                      |
| ul. Sokolska (od 8 X 1990)                    | Karlstraße                                                    | ul. Sokolska                                                        | Karlstraße                              | ul. Aleksandra Zawadzkiego                                                                                   |
| ul. Alfreda Sokołowskiego                     | ?                                                             | ?                                                                   | ?                                       | ul. Szpitalna (do 1976 r.), ul. Alfreda Sokołowskiego                                                        |
| ul. Ludwika Solskiego                         | ?                                                             | ?                                                                   | ?                                       | ul. Armii Czerwonej (do 1976 r.), ul. Ludwika Solskiego                                                      |
| ul. Sołtysia                                  | ?                                                             | ?                                                                   | ?                                       | ul. Podleska (do 1976 r.), ul. Sołtysia                                                                      |
| ul. Sosnowiecka                               | (nie istniała)                                                | (nie istniała)                                                      | (nie istniała)                          | ul. Sosnowiecka (od 1976 r.)                                                                                 |
| ul. Spacerowa                                 | (nie istniała)                                                | (nie istniała)                                                      | (nie istniała)                          | ul. Spacerowa (od 1976 r.)                                                                                   |
| ul. Sportowa                                  | ?                                                             | ul. Sportowa                                                        | Thomas Kosch Straße / Fröbelstraße Domb | ul. Sportowa                                                                                                 |
| ul. Stacyjna                                  | Bahnhofstrasse                                                | ul. Dworcowa (1922–1928) ul. Tadeusza Kościuszki (1928–1939)        | Bahnhofstrasse                          | ul. Dworcowa (1945–1962) ul. Stacyjna (od 1962)                                                              |
| ul. Pawła Stalmacha                           | Lützowstraße                                                  | ul. Pawła Stalmacha                                                 | Lützowstraße                            | ul. Pawła Stalmacha                                                                                          |
| ul. Stalowa                                   | ?                                                             | ?                                                                   | ?                                       | ul. Sucha (do 1979 r.), ul. Stalowa                                                                          |
| ul. św. Stanisława                            | Körnerstraße                                                  | ul. św. Stanisława                                                  | Körnerstraße                            | ul. św. Stanisława                                                                                           |
| ul. Staromiejska (od 8 X 1990)                | Querstraße                                                    | ul. Staromiejska (1922–1934) ul. Bronisława Pierackiego (1934–1939) | Mollwitzstraße                          | ul. Bronisława Pierackiego (1945–1947) ul. Wojciecha Korfantego (1947–1954) ul. Józefa Wieczorka (1954–1990) |
| ul. Starowiejska                              | Alte Dorfstraße                                               | ul. Starowiejska                                                    | Alte Dorfstraße                         | ul. Starowiejska                                                                                             |
| ul. Stanisława Staszica                       | Wittekstraße                                                  | ul. Stanisława Staszica (St. Staszyca)                              | Wittekstraße                            | ul. Stanisława Staszica                                                                                      |
| ul. Stawowa                                   | Lazarettstraße (13 X 1890–1905(?)) Teichstraße (1905(?)–1922) | ul. Stawowa                                                         | Woyrschstraße                           | ul. Jana Smolenia (1947) ul. Stawowa                                                                         |
| ul. Pawła Stellera                            | ?                                                             | ?                                                                   | ?                                       | ul. Szkolna, Zarzecze (do 1976 r.), ul. Pawła Stellera                                                       |
| ul. Jana Nepomucena Stęślickiego              | Waterloostraße (?)                                            | ul. J. N. Stęślickiego (?)                                          | Waterloostraße                          | ul. J. N. Stęślickiego                                                                                       |
| ul. Storczyków                                | (nie istniała)                                                | (nie istniała)                                                      | (nie istniała)                          | ul. Storczyków (od 1979 r.)                                                                                  |
| ul. Stroma                                    | ?                                                             | ul. Stroma (?)                                                      | Gumbertstraße                           | ul. Stroma                                                                                                   |
| ul. Strzelców Bytomskich                      | Beuthenerstrasse                                              | ul. Bytomska (1922–1928) ul. Marszałka Piłsudskiego (1928–1939)     | Beuthenerstrasse                        | ul. Bytomska (1945–1962) ul. Strzelców Bytomskich (od 1962)                                                  |
| ul. Strzelecka                                | Schützenstraße                                                | ul. Strzelecka                                                      | Schützenstraße                          | ul. Strzelecka                                                                                               |
| ul. Pawła Edmunda Strzeleckiego               | ?                                                             | ?                                                                   | ?                                       | ul. Henryka Czeczotta (do 1976 r.), ul. Pawła Edmunda Strzeleckiego                                          |
| ul. Studzienna                                | Thomasstraße                                                  | ul. Juliusza Ligonia (1922–1926) ul. Studzienna (1926–1939)         | Thomasstraße                            | ul. Studzienna                                                                                               |
| ul. Wita Stwosza                              | Dürerstraße                                                   | ul. Wita Stwosza                                                    | Dürerstraße                             | ul. Wita Stwosza                                                                                             |
| ul. Styczniowa                                | Glückstrasse                                                  | ul. Szczęścia (1922–1928) ul. Prezydenta Narutowicza (1928–1939)    | Glückstrasse                            | ul. Gabriela Narutowicza (1945–1951) ul. 27 Stycznia (1951–1962) ul. Styczniowa (od 1962)                    |
| ul. Wincentego Styczyńskiego                  | ?                                                             | ul. Wincentego Styczyńskiego                                        | Neumannstraße                           | ul. Wincentego Styczyńskiego                                                                                 |
| ul. Stefana Suberlaka (od 3 II 2012)          | (nie istniała)                                                | (nie istniała)                                                      | (nie istniała)                          | (bez nazwy)                                                                                                  |
| ul. mjr. Henryka Sucharskiego                 | ?                                                             | ?                                                                   | ?                                       | ul. Małgorzaty Fornalskiej (do 1963 r.), ul. Wiktora Nagiego (1963-1995)                                     |
| ul. Sumów                                     | ?                                                             | ?                                                                   | ?                                       | ul. Różana (do 1976 r.), ul. Sumów                                                                           |
| pl. Synagogi (od 8 X 1990)                    | (nie istniał)                                                 | (nie istniał)                                                       | (nie istniał)                           | (bez nazwy)                                                                                                  |
| skwer Bolesława Szabelskiego (od 24 VI 2010)  | (nie istniał)                                                 | (bez nazwy)                                                         | (bez nazwy)                             | (bez nazwy)                                                                                                  |
| ul. ks. Józefa Szafranka                      | Rütgers Strasse                                               | ul. ks. Józefa Szafranka                                            | Rütgers Strasse                         | ul. Józefa Szafranka                                                                                         |
| ul. Szałwiowa                                 | ?                                                             | ?                                                                   | ?                                       | ul. Skalna (do 1976 r.), ul. Szałwiowa                                                                       |
| ul. Szarotek                                  | ?                                                             | ?                                                                   | ?                                       | ul. Polna (do 1976 r.), ul. Szarotek                                                                         |
| ul. Szarych Szeregów                          | ?                                                             | ?                                                                   | ?                                       | ul. Karola Miarki (do 1976 r.), ul. Jana Brzozy                                                              |
| ul. Adama Szebesty                            | ?                                                             | ?                                                                   | ?                                       | ul. Róży Luksemburg (do 1976 r.), ul. Wincentego Kubicy                                                      |
| ul. Marcina Szeligiewicza                     | ?                                                             | ul. Polna (do 2 poł. l. 30.), ul. bpa Arkadiusza Lisieckiego        | Feldstraße                              | ul. Arkadiusza Lisieckiego (do pocz. l. 60), ul. Marcina Szeligiewicza                                       |
| ul. Szeroka                                   | ?                                                             | ul. Szeroka                                                         | Fichtestraße                            | ul. Szeroka                                                                                                  |
| ul. Szkolna                                   | Schulstraße                                                   | ul. Szkolna                                                         | Schulstraße                             | ul. Szkolna                                                                                                  |
| ul. Szopienicka                               | Margaretenweg Margaretenstraße (do 1921)                      | ul. Sosnowiecka (1921–1939)                                         | Adolf Hitlerstraße                      | do 1963 – ul. Wojska Polskiego, od 1963 – ul. Szopienicka                                                    |
| ul. Szpitalna                                 | Feldstraße                                                    | ul. Polna (1922–1926) ul. Sanitarna/ul. Szpitalna (1926–1939)       | Am Anger                                | ul. Szpitalna                                                                                                |
| ul. Emila Szramka                             | ?                                                             | ?                                                                   | ?                                       | ul. Marii Konopnickiej (do 1976 r.), ul. Emila Szramka                                                       |
| ul. Sztygarska                                | Steigerstraße                                                 | ul. Sztygarska                                                      | Sogallastraße                           | ul. Sztygarska                                                                                               |
| ul. Jana Szurleja                             | ?                                                             | ?                                                                   | ?                                       | ul. Czterech Pancernych                                                                                      |
| ul. Henryka Szwana (od 2018)                  | nie istniała                                                  | nie istniała                                                        | nie istniała                            | nie istniała                                                                                                 |
| ul. Szwedzka (od 7 VI 2011)                   | (nie istniała)                                                | (nie istniała)                                                      | (nie istniała)                          | (bez nazwy)                                                                                                  |

### Ś
| Współczesna nazwa           | 1871-1922      | 1922–1939                        | 1939–1945      | czasy Polski Ludowej                                        |
| --------------------------- | -------------- | -------------------------------- | -------------- | ----------------------------------------------------------- |
| ul. ks. Piotra Ściegiennego | (nie istniała) | ul. św. Ducha (istnieje od 1937) | Hohe Aehren    | ul. św. Ducha (1945–1951) ul. Piotra Ściegiennego (od 1951) |
| ul. ks. Franciszka Ścigały  | ?              | ul. Franzla                      | Franzelstraße  | ul. Pawła (?) Kołodzieja ), ul. Franciszka Ścigały          |
| ul. Ślazowa                 | ?              | ?                                | ?              | ul. Ogrodowa (do 1976 r.), ul. Ślazowa                      |
| ul. Ślusarska               | ?              | ul. ks. Strzybnego               | Berggeistraße  | ul. ks. Strzybnego (część do 1954 r.), ul. Ślusarska        |
| ul. Śnieżyczek              | ?              | ?                                | ?              | ul. Sosnowa (do 1976 r.), ul. Śnieżyczek                    |
| ul. Środkowa                | (nie istniała) | (nie istniała)                   | (nie istniała) | ul. Środkowa (od 1971 r.)                                   |
| ul. Augustyna Świdra        | ?              | ?                                | ?              | ul. Józefa Lompy (do 1976 r.), ul. Augustyna Świdra         |

### T
| Współczesna nazwa                                                            | 1871-1922                   | 1922–1939          | 1939–1945      | czasy Polski Ludowej                                                |
| ---------------------------------------------------------------------------- | --------------------------- | ------------------ | -------------- | ------------------------------------------------------------------- |
| pl. Tajnej Organizacji Nauczycielskiej (od 7 VI 2011)                        | (nie istniał)               | (nie istniał)      | (nie istniał)  | (bez nazwy)                                                         |
| ul. Targowa                                                                  | (nie istniała)              | (nie istniała)     | (nie istniała) | ul. Targowa (od 1979 r.)                                            |
| ul. Tartaczna                                                                | ?                           | ?                  | ?              | ul. Kolejowa (Dworzec Osobowy)(do 1976 r.), ul. Armii Ludowej       |
| ul. Teatralna                                                                | Rathausstraße Theaterstraße | ul. Teatralna      | Theaterstraße  | ul. Teatralna                                                       |
| ul. Techników                                                                | (nie istniała)              | (nie istniała)     | (nie istniała) | ul. Techników (od 1967)                                             |
| ul. Telewizyjna                                                              | (nie istniała)              | (nie istniała)     | (nie istniała) | (nie istniała)                                                      |
| ul. Tęczowa (nie istnieje)                                                   | (nie istniała)              | (nie istniała)     | (nie istniała) | ul. Tęczowa (1976-1983)                                             |
| pl. Tiele-Wincklerów (nie istnieje) obecnie teren jako fragment ul. Stawowej | Tiele-Winckler Platz        | (bez nazwy)        | (bez nazwy)    | jako fragment ul. Stawowej                                          |
| ul. Tokarska                                                                 | ?                           | ul. ks. Strzybnego | Berggeistraße  | ul. ks. Strzybnego (część - do 1954 r.), ul. Tokarska               |
| ul. Juliana Tokarskiego                                                      | ?                           | ?                  | ?              | ul Górnicza (druga rówoległa) (do 1976 r.), ul. Juliana Tokarskiego |
| ul. Topolowa                                                                 | ?                           | ul. Topolowa (?)   | Pappelweg      | ul. Topolowa                                                        |
| ul. Marcina Trojoka                                                          | ?                           | ?                  | ?              | ul. Szkolna (do 1976 r.), ul. Marcina Trojoka                       |
| ul. Truskawkowa                                                              | ?                           | ?                  | ?              | ul. Wąska (do 1976 r.), ul. Truskawkowa                             |
| ul. Tulipanów                                                                | (nie istniała)              | (nie istniała)     | (nie istniała) | ul. Tulipanów (od 1979 r.)                                          |

### U
| Współczesna nazwa                      | 1871-1922     | 1922–1939     | 1939–1945     | czasy Polski Ludowej |
| -------------------------------------- | ------------- | ------------- | ------------- | -------------------- |
| ul. Uniczowska                         | ?             | ?             | ?             | ul. Uniczowska       |
| skwer Piotra Urbańczyka (od 3 II 2012) | (nie istniał) | (nie istniał) | (nie istniał) | (bez nazwy)          |

### W
| Współczesna nazwa                                 | 1871-1922                                                                  | 1922–1939                                                                        | 1939–1945          | czasy Polski Ludowej                                                          |
| ------------------------------------------------- | -------------------------------------------------------------------------- | -------------------------------------------------------------------------------- | ------------------ | ----------------------------------------------------------------------------- |
| pl. Wincentego Wajdy                              | Marktplatz                                                                 | pl. Stefana                                                                      | Stephansplatz      | pl. Wincentego Wajdy                                                          |
| ul. Waleriana                                     | Valerianstraße                                                             | ul. Waleriana (także jako ul. Walerjana)                                         | Valerianstraße     | ul. Waleriana                                                                 |
| ul. gen. Zygmunta Waltera-Jankego (od 1990)       | Landstraße                                                                 | ul. Mikołowska ul. Katowicka ul. Pocztowa ul. Bronisława Pierackiego (1934–1939) | Adolf Hitlerstraße | ul. Armii Czerwonej (1945–1951) ul. Obrońców Stalingradu (1951–1990)          |
| ul. Wałowa                                        | Dammstraße                                                                 | ?                                                                                | ?                  | ul. Wałowa                                                                    |
| ul. Wandy                                         | Krenskistrasse                                                             | Szpitalna                                                                        | Lazarettstrasse    | ul. Szpitalana (1945–1951) ul. Wandy (od 1951)                                |
| ul. Jana Wantuły                                  | ?                                                                          | ?                                                                                | ?                  | ul. Stawowa (do 1976 r.), ul. Jana Wantuły                                    |
| ul. Melchiora Wańkowicza                          | ?                                                                          | ?                                                                                | ?                  | ul. Karola Miarki (do 1963 r.), ul. Pawła Małeski (1963-1995)                 |
| ul. Warszawska                                    | Chausseestraße/Chausee von Myslovitz (do 1857) Friedrichstraße (1857–1922) | ul. Warszawska (1922–1926) ul. Marszałka Józefa Piłsudskiego (1926–1939)         | Friedrichstraße    | ul. Warszawska                                                                |
| ul. Wawelska                                      | Rüppelstraße                                                               | ul. Wawelska                                                                     | Rüppelstraße       | ul. Wawelska                                                                  |
| ul. Franza Waxmana (od 25 V 2012)                 | (nie istniała)                                                             | (nie istniała)                                                                   | (nie istniała)     | (nie istniała)                                                                |
| ul. Wąska                                         | Teichstraße                                                                | ul. Stawowa (1922–1926) ul. Wąska (1926–1939)                                    | Altgesellenweg     | ul. Wąska                                                                     |
| ul. Zygfryda Wendego (od 23 III 2012)             | (nie istniała)                                                             | (nie istniała)                                                                   | (nie istniała)     | (bez nazwy)                                                                   |
| ul. Wesołowska                                    | Wesollastraße                                                              | ?                                                                                | Köcherstraße       | ul. Wesołowska                                                                |
| ul. Węgierska (od 3 II 2012)                      | (nie istniała)                                                             | (nie istniała)                                                                   | (nie istniała)     | (bez nazwy)                                                                   |
| ul. Widok                                         | ?                                                                          | ul. Widok (?)                                                                    | Brückebergstraße   | ul. Widok                                                                     |
| ul. Wiejska                                       | Alte Dorfstraße                                                            | ul. Starowiejska (1922–1926) ul. Wiejska (1926–1939)                             | Freibauernweg      | ul. Wiejska                                                                   |
| ul. Henryka Wieniawskiego                         | ?                                                                          | ?                                                                                | ?                  | ul. Ignacego Paderewskiego (do 1976 r.), ul. Henryka Wieniawskiego            |
| ul. Wiertnicza                                    | Normastrasse                                                               | ul. Norma / ul. Normy                                                            | Normastrasse       | ul. Normy (do 1963 r.), ul. Wiertnicza                                        |
| ul. Wierzbowa                                     | ?                                                                          | ul. Wierzbowa (?)                                                                | Weidenweg          | ul. Wierzbowa                                                                 |
| ul. Wietnamska                                    | (nie istniała)                                                             | (nie istniała)                                                                   | (nie istniała)     | ul. Wietnamska (od 1971 r.)                                                   |
| ul. Wieżowa                                       | ?                                                                          | ?                                                                                | ?                  | ul. Wawelska (do 1976 r.), ul. Wieżowa                                        |
| ul. Wiklinowa                                     | (nie istniała)                                                             | (nie istniała)                                                                   | (nie istniała)     | ul. Wiklinowa (od 1976 r.)                                                    |
| ul. ks. Stanisława Wilczewskiego (od 1990)        | ?                                                                          | ?                                                                                | ?                  | ul. Anieli Krzywoń (do 1990)                                                  |
| ul. Maksymiliana Wilimowskiego                    | ?                                                                          | ul. Fabryczna                                                                    | ?                  | ul. Fabryczna (1947) ul. Maksymiliana Wilimowskiego                           |
| ul. Winorośli                                     | ?                                                                          | ?                                                                                | ?                  | ul. Nowa (do 1976 r.), ul. Winorośli                                          |
| ul. Wiosny Ludów                                  | ?                                                                          | ul. 3 Maja                                                                       | ?                  | ul. 1 Maja (do 1963 r.), ul. Wiosny Ludów                                     |
| ul. Wincentego Witosa                             | (nie istniała)                                                             | (nie istniała)                                                                   | (nie istniała)     | ul. Krasickiego ul. Wincentego Witosa                                         |
| ul. Wiśniowa                                      | Reckestrasse (od 1900 r.)                                                  | ul. Wilsona (od 1925 r.)                                                         | Bergmannstrasse    | ul. Wiśniowa                                                                  |
| ul. Stanisława Ignacego Witkiewicza               | ?                                                                          | ?                                                                                | ?                  | ul. Juliusza Słowackiego (do 1976 r.), ul. Stanisława I. Witkiewicza          |
| ul. Wodna                                         | Stillerstraße                                                              | ul. Wodna                                                                        | Stillerstraße      | ul. ks. Emila Szramka (1947) ul. Wodna                                        |
| ul. Wodospady                                     | ?                                                                          | ul. Wodospady                                                                    | Grenzstraße        | ul. Wodospady                                                                 |
| ul. Wojewódzka (od 25 III 1991)                   | Holteistraße (13 X 1890–1922)                                              | ul. Wojewódzka                                                                   | Holteistraße       | ul. 27 Stycznia (1945–1991)                                                   |
| ul. Wojska Polskiego                              | ?                                                                          | ?                                                                                | ?                  | ul. Wojska Polskiego                                                          |
| pl. Wolności                                      | Wilhelmsplatz                                                              | pl. Wolności                                                                     | Wilhelmsplatz      | pl. Wolności                                                                  |
| ul. Wolności                                      | Schultestraße                                                              | ?                                                                                | ?                  | ul. Wolności (do 1976 r.), ul. Stanisława Popławskiego                        |
| ul. Michała Wolskiego                             | ?                                                                          | ul. Michała Wolskiego                                                            | Turnerstraße       | ul. Michała Wolskiego                                                         |
| ul. Jacka Woszczerowicza                          | ?                                                                          | ?                                                                                | ?                  | ul. Juliusza Ligonia, ul. Józefa Lompy (do 1976 r.), ul. Jacka Woszczerowicza |
| ul. ks. mjr. Karola Woźniaka                      | ?                                                                          | ?                                                                                | ?                  | ul. Józefa Lompy (do 1963 r.), ul. Izydora Raifa (1963–1995)                  |
| ul. Walerego Wróblewskiego                        | Tiele Winckler Straße                                                      | ul. Wolności                                                                     | Zeppelinstraße     | ul. Walerego Wróblewskiego                                                    |
| ul. Wróbli                                        | (nie istniała)                                                             | (nie istniała)                                                                   | (nie istniała)     | ul. Wróbli                                                                    |
| ul. Józefa Wybickiego                             | ?                                                                          | ?                                                                                | ?                  | ul. XXX-Lecia PRL                                                             |
| ul. Jana Wyplera                                  | ?                                                                          | ul. B. Limanowskiego                                                             | ?                  | ul. B.Wesołowskiego (do 1991 r.)                                              |
| ul. Wypoczynkowa                                  | ?                                                                          | ?                                                                                | ?                  | ul. Parkowa (do 1963 r.), ul. Wypoczynkowa                                    |
| ul. Stanisława Wyspiańskiego (ulica nie istnieje) | ?                                                                          | ul. Stanisława Wyspiańskiego                                                     | ?                  | ul. Stanisława Wyspiańskiego (ok. 1947)                                       |
| ul. Wytapiaczy                                    | ?                                                                          | ?                                                                                | ?                  | ul. Hutnicza (do 1963 r.), ul. Wytapiaczy                                     |
| pl. Wyzwolenia                                    | Kirchplatz (do 1921)                                                       | pl. Kościelny (od 1921)/pl. Marszałka Józefa Piłsudskiego                        | Kirchplatz         | pl. Wyzwolenia                                                                |

### Z
| Współczesna nazwa                       | 1871-1922      | 1922–1939                                     | 1939–1945       | czasy Polski Ludowej                                             |
| --------------------------------------- | -------------- | --------------------------------------------- | --------------- | ---------------------------------------------------------------- |
| ul. Franciszka Zabłockiego              | ?              | ?                                             | ?               | ul. Jana Kochanowskiego (do 1976 r.), ul. Franciszka Zabłockiego |
| ul. Zabrska                             | Lessingstraße  | ul. Zabrska                                   | Lessingstraße   | ul. Zabrska                                                      |
| ul. Zacisze                             | Friedenstraße  | ul. Zacisze                                   | Friedenstraße   | ul. Zacisze                                                      |
| ul. Załęska                             | Georgstraße    | ul. Załęska                                   | Georgstraße     | ul. Załęska                                                      |
| ul. Zamkowa                             | ?              | ?                                             | ?               | ul. Iwana Miczurina                                              |
| ul. Zamułkowa                           | ?              | ul. Zamułkowa (?)                             | Bergsegenstraße | ul. Zamułkowa                                                    |
| ul. Zawilców                            | ?              | ?                                             | ?               | ul. Żytnia (do 1976 r.), ul. Zawilców                            |
| ul. Tadeusza Zarańskiego                | (nie istniała) | (nie istniała)                                | (nie istniała)  | (bez nazwy)                                                      |
| ul. Juliusza Zarębskiego                | Schulstraße    | ul. Juliusza Zarębskiego                      | Martinstraße    | ul. Juliusza Zarębskiego                                         |
| ul. Emila Zegadłowicza                  | (nie istniała) | (nie istniała)                                | (nie istniała)  | ul. Emila Zegadłowicza (od 1971 r.)                              |
| rondo Zesłańców Sybiru (od 13 XII 2010) | (nie istniało) | (nie istniało)                                | (nie istniało)  | (bez nazwy)                                                      |
| ul. Alfonsa Zgrzebnioka                 | ?              | ?                                             | Zum tiefen Wald | ul. Alfonsa Zgrzebnioka                                          |
| rondo gen. Jerzego Ziętka               | (nie istniało) | (nie istniało)                                | (nie istniało)  | Rondo                                                            |
| ul. Złocieni                            | ?              | ?                                             | ?               | ul. Spokojna (do 1976 r.), ul. Złocieni                          |
| ul. Złota                               | Mühlstraße     | ul. Młyńska (1922–1926) ul. Złota (1926–1939) | Füllerweg       | ul. Złota                                                        |
| ul. Rudolfa Zubera                      | ?              | ?                                             | ?               | ul. Wiosny Ludów (do 1976 r.), ul. Rudolfa Zubera                |

### Ż
| Współczesna nazwa                 | 1871-1922                | 1922–1939                                           | 1939–1945            | czasy Polski Ludowej                          |
| --------------------------------- | ------------------------ | --------------------------------------------------- | -------------------- | --------------------------------------------- |
| ul. Żarnowcowa                    | ?                        | ?                                                   | ?                    | ul. Polna (do 1976 r.), ul. Żarnowcowa        |
| ul. Żelazna                       | Hüttenstraße             | ul. L. Labusa                                       | Hüttenstraße         | ul. Żelazna                                   |
| ul. Żeliwna                       | (nie istniała)           | (nie istniała)                                      | (nie istniała)       | ul. Żeliwna (od 1979 r.)                      |
| ul. Brunona Żogały                | Hammerschmiedestraße (?) | ul. Brunona Żogały                                  | Hammerschmiedestraße | ul. Brunona Żogały                            |
| pl. Żołnierzy Września            | (nie istniał)            | (bez nazwy, ogród jordanowski)                      | Gemeindepark         | pl. Żołnierzy Września (od 1986)              |
| ul. Żorska (nie istnieje)         | (nie istniała)           | (nie istniała)                                      | (nie istniała)       | ul. Żorska (1976-1983)                        |
| ul. Stefana Żółkiewskiego         | Herkulesstraße (?)       | ul. Stefana Żółkiewskiego (?)                       | Herkulesstraße       | ul. Stefana Żółkiewskiego                     |
| ul. Żwirki i Wigury               | Grünstraße               | ul. Zielona (do 1933) od 1933 – ul. Żwirki i Wigury | Grünstraße           | ul. Żwirki i Wigury                           |
| ul. Żubrów Murckowskich (od 2018) |                          |                                                     | bez nazwy            | bez nazwy                                     |
| ul. Żużlowa                       | ?                        | ?                                                   | ?                    | część ul. Wapiennej (do 1979 r.), ul. Żużlowa |
| ul. Żyzna                         | (bez nazwy)              | (bez nazwy)                                         | Zum Domintum         | ul. Rolna (do 1963 r.), ul. Żyzna             |